# North American P-51 Mustang
North American P-51 Mustang – amerykański jednosilnikowy myśliwiec okresu drugiej wojny światowej zaprojektowany na zlecenie RAF-u, produkowany w zakładach North American Aviation (NAA) w Stanach Zjednoczonych (zakłady w Kalifornii i Teksasie) oraz w znacznie mniejszej liczbie przez Commonwealth Aircraft Corporation w Australii. Używany był przez USA i ich sojuszników zarówno podczas drugiej wojny światowej, jak i wojny koreańskiej (jako samolot szturmowy). Udana konstrukcja z 1940 roku sprawiła, że ostatni projekt samolotu bojowego opartego na P-51 zamknięto dopiero w 1986 roku, kończąc tym samym 46 lat rozwoju jednej konstrukcji. Obecnie wiele z tych maszyn znajduje się w rękach prywatnych. Latają one podczas pokazów i zawodów sportowych. Ogółem wyprodukowano 15-16 tys. Mustangów.

## Prototyp

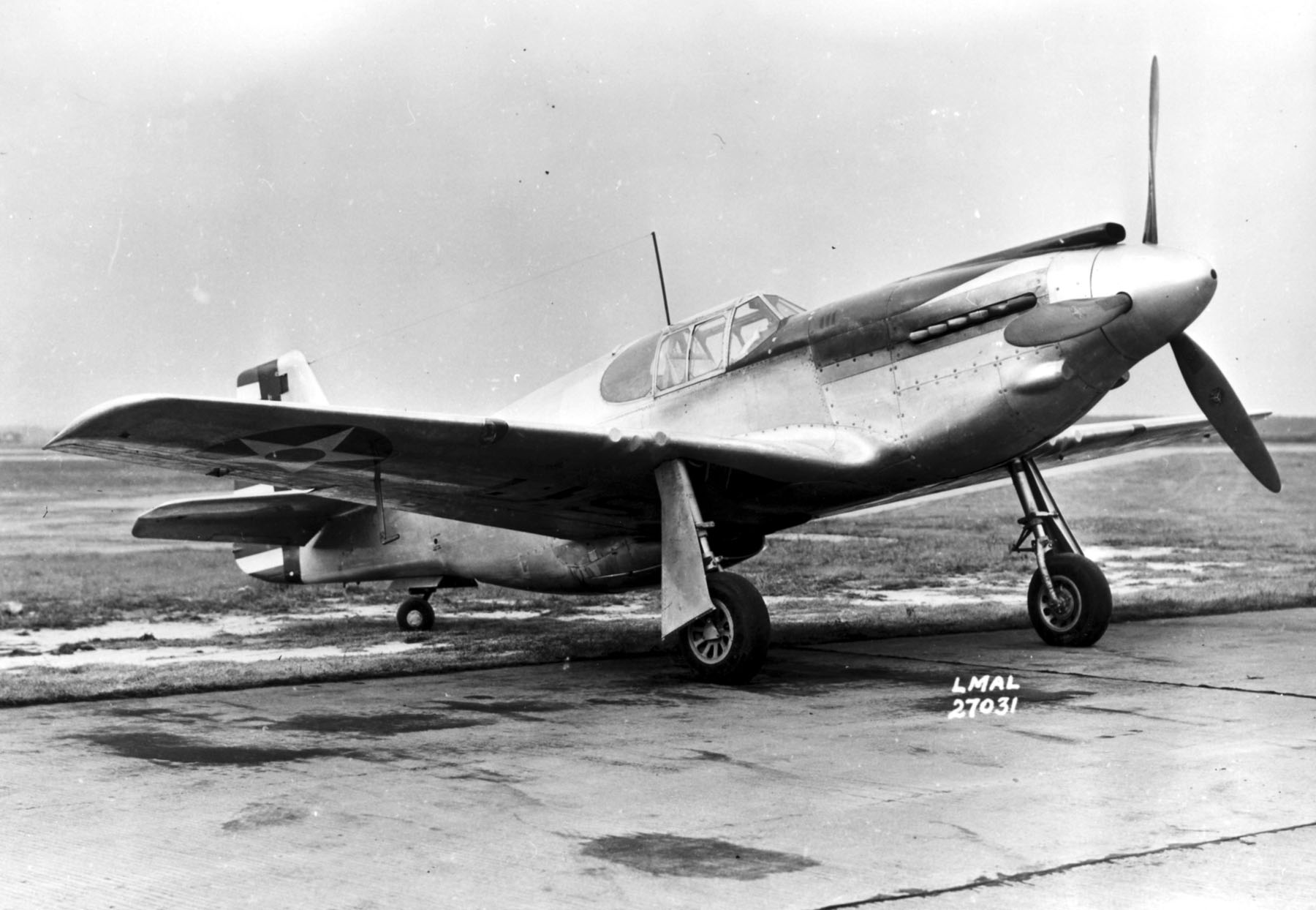
XP-51

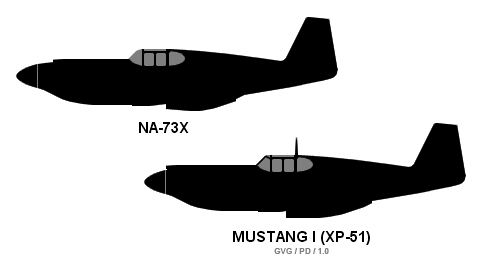
Porównanie sylwetki NA-73X i seryjnego Mustanga I (NA-73)

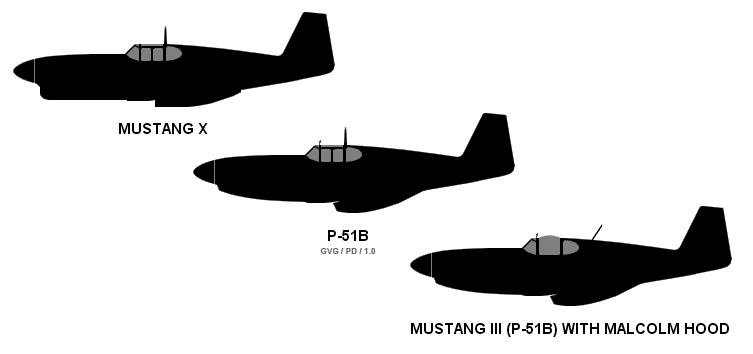
Sylwetki Mustanga Mk. X, P-51B i Mustanga Mk. III z owiewką Malcolm Hood

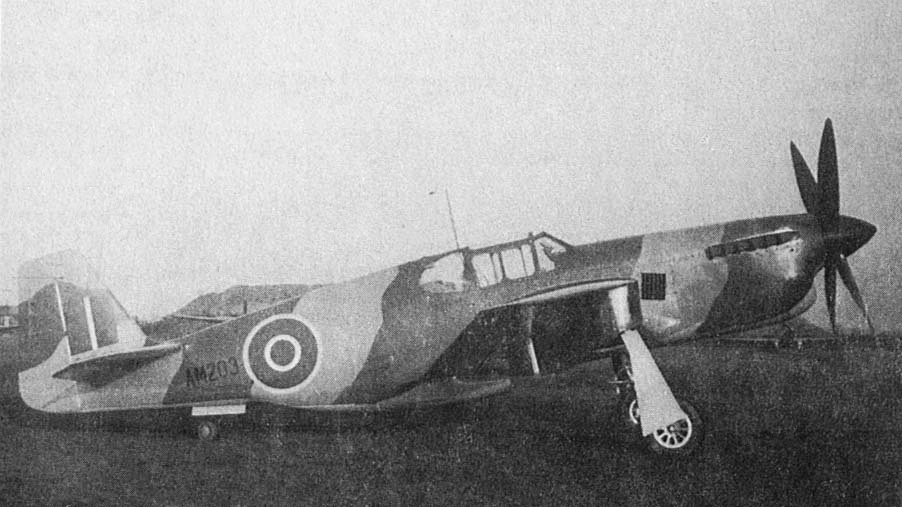
Mustang Mk. X AM 203

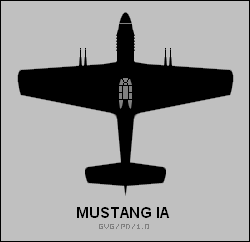
Sylwetka Mustanga Mk. IA

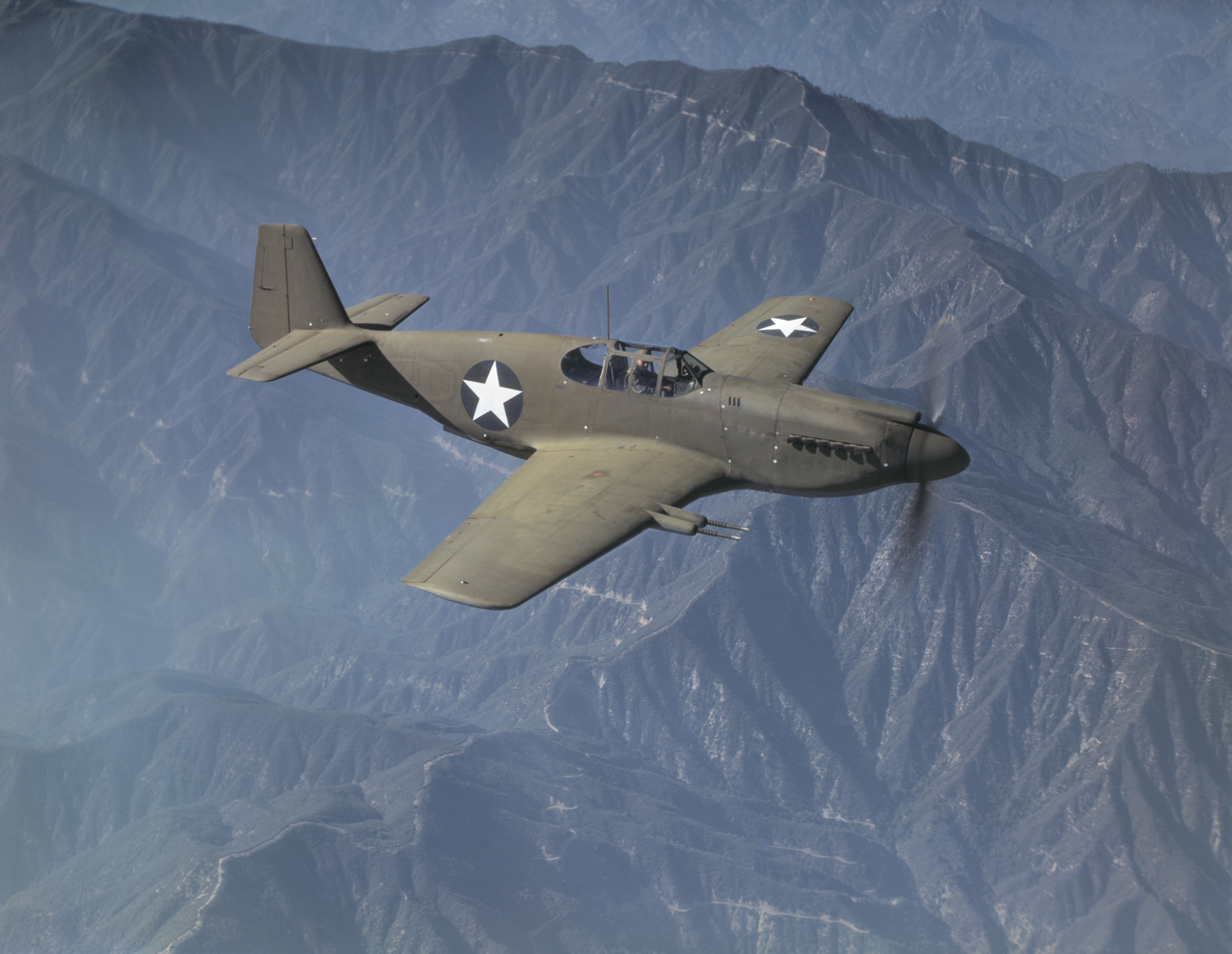
Mustang Mk. IA podczas testów w Inglewood

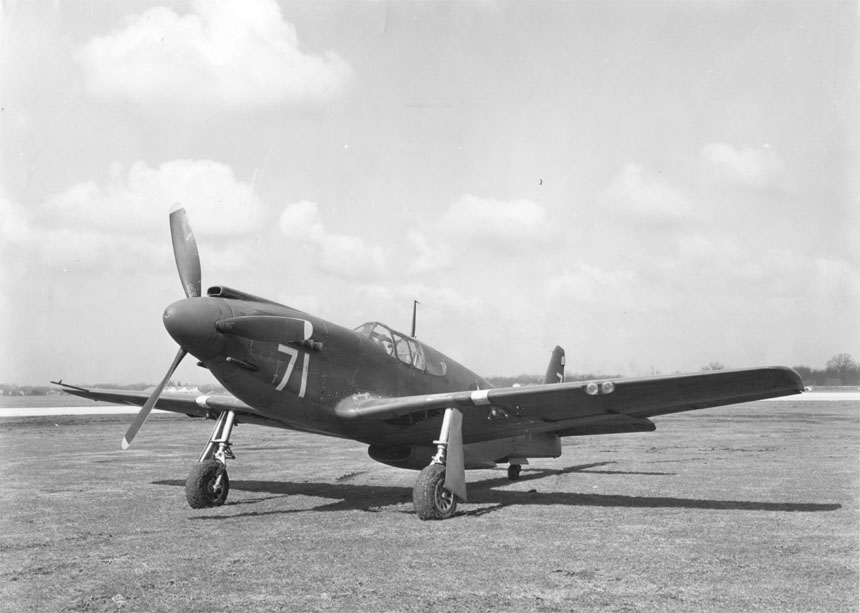
A-36 Apache

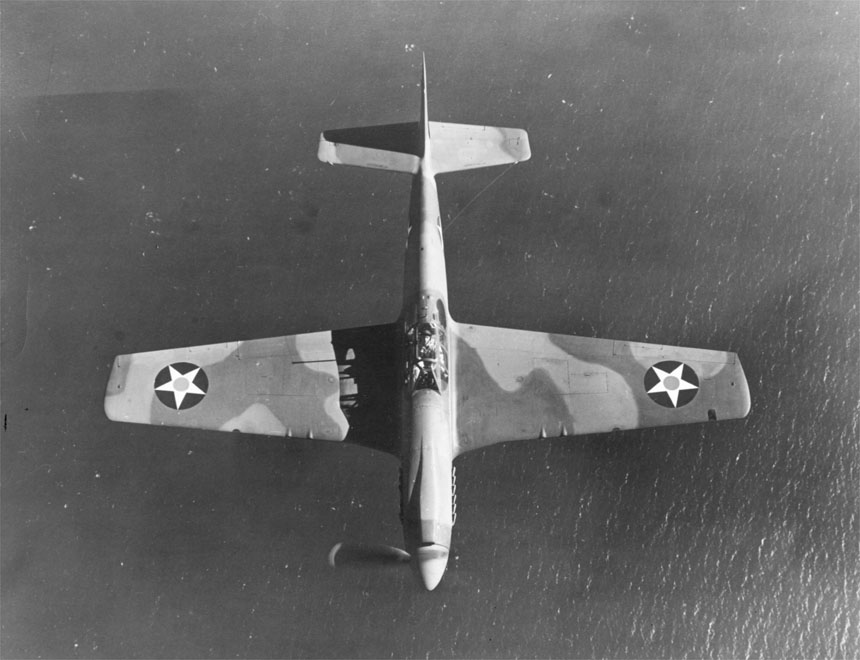
P-51A

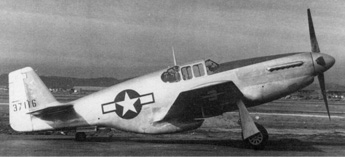
P-51B

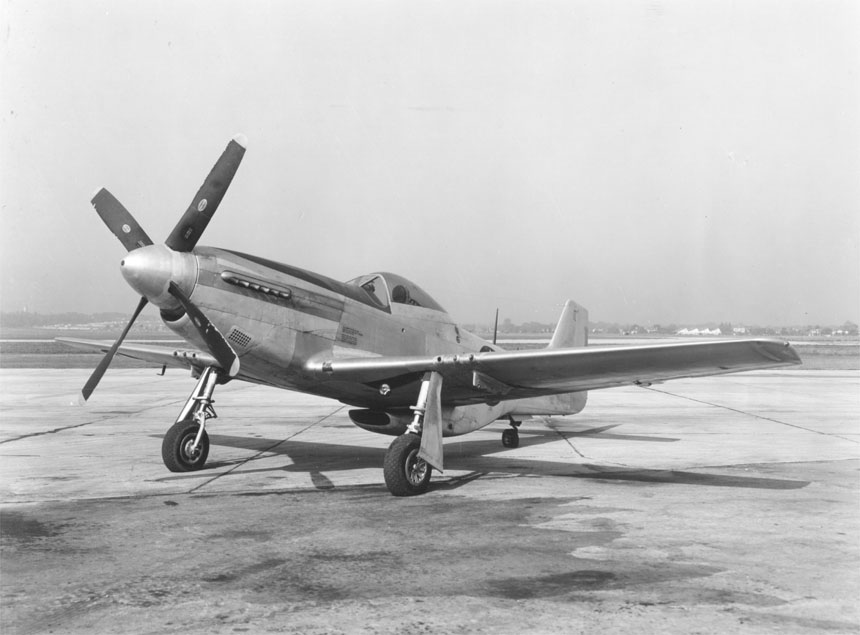
P-51D

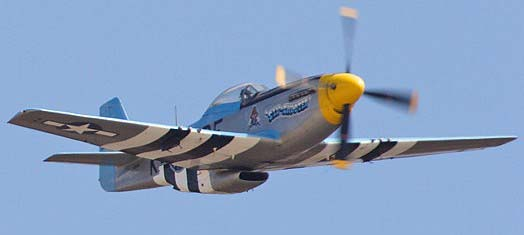
P-51D

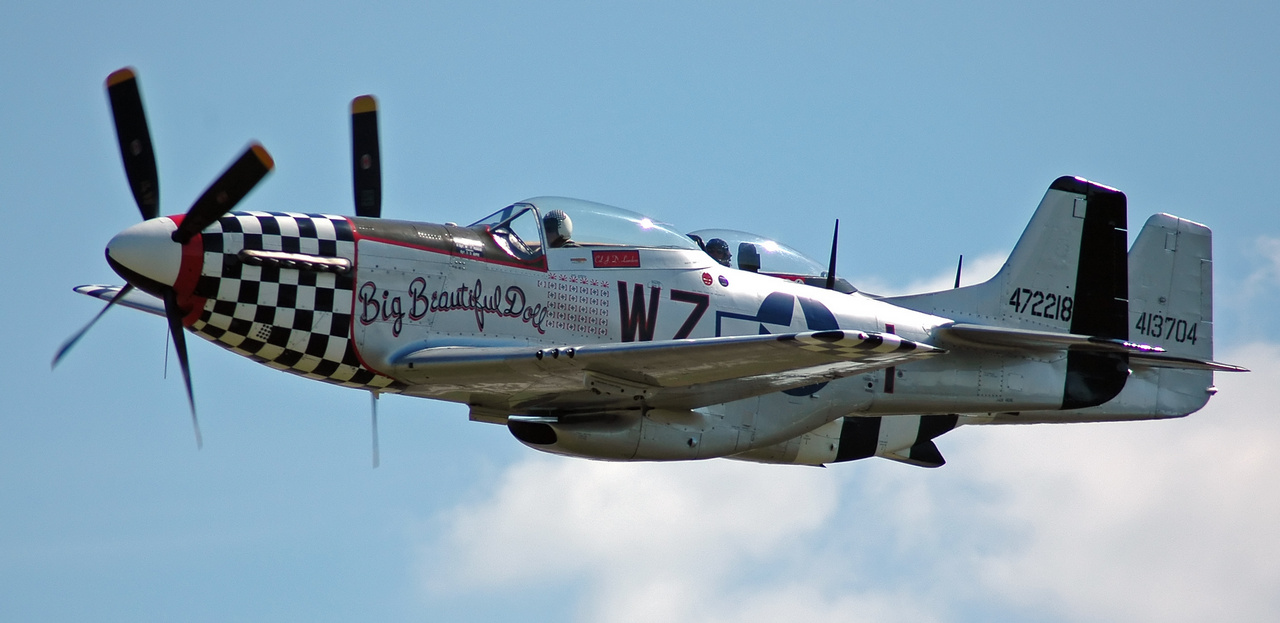
Dwa P-51D-20NA

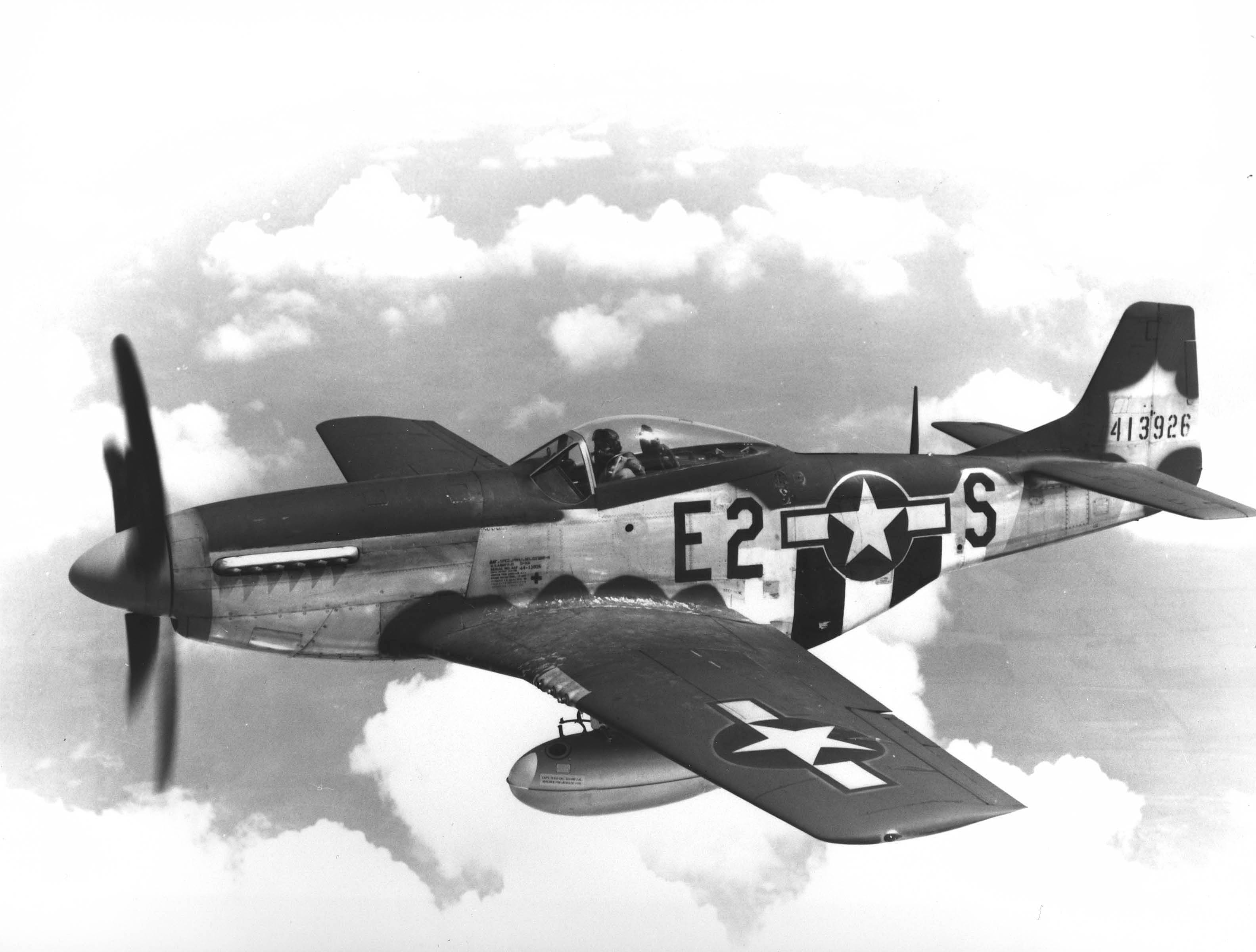
P-51D-25NA

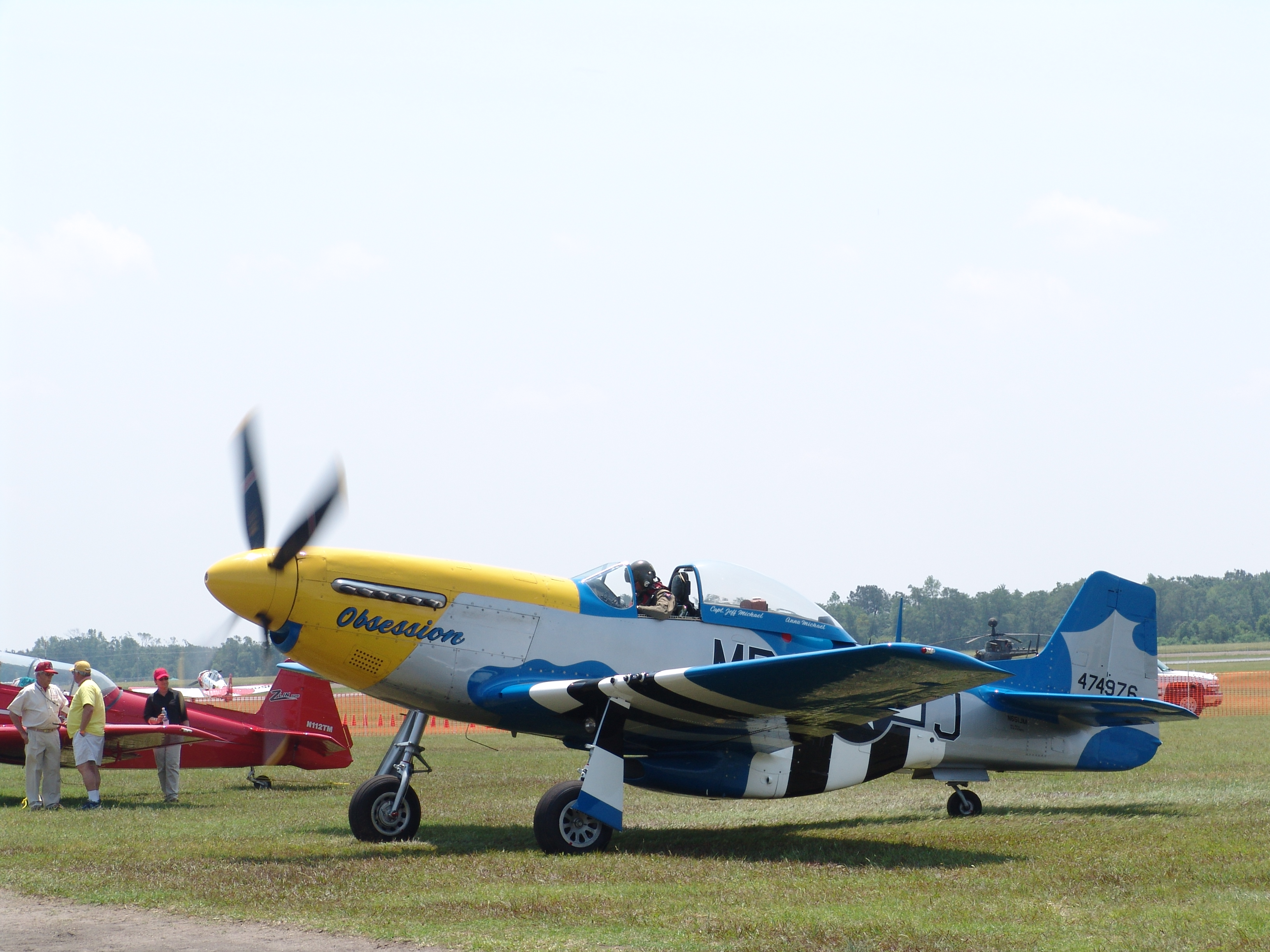
P-51D-30NA

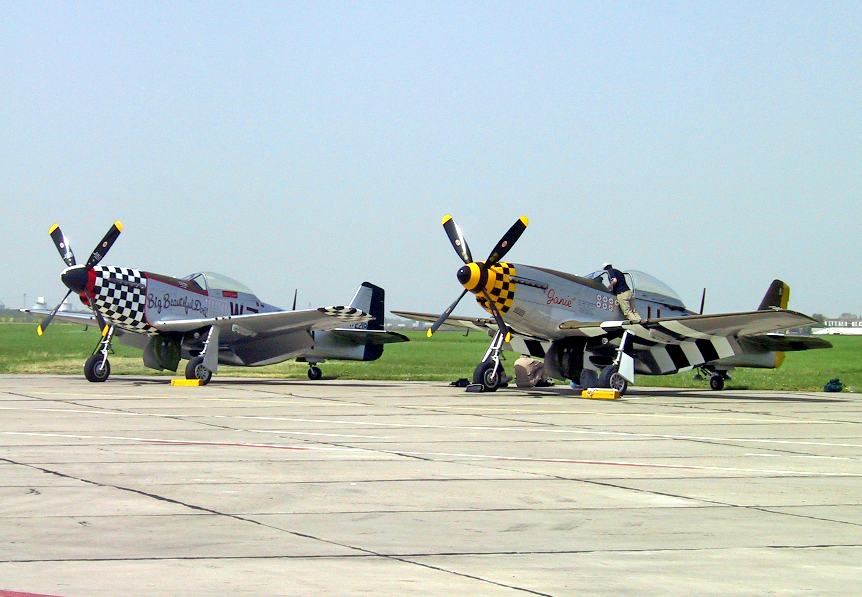
Po lewej P-51D-20NA, po prawej P-51D-30NT

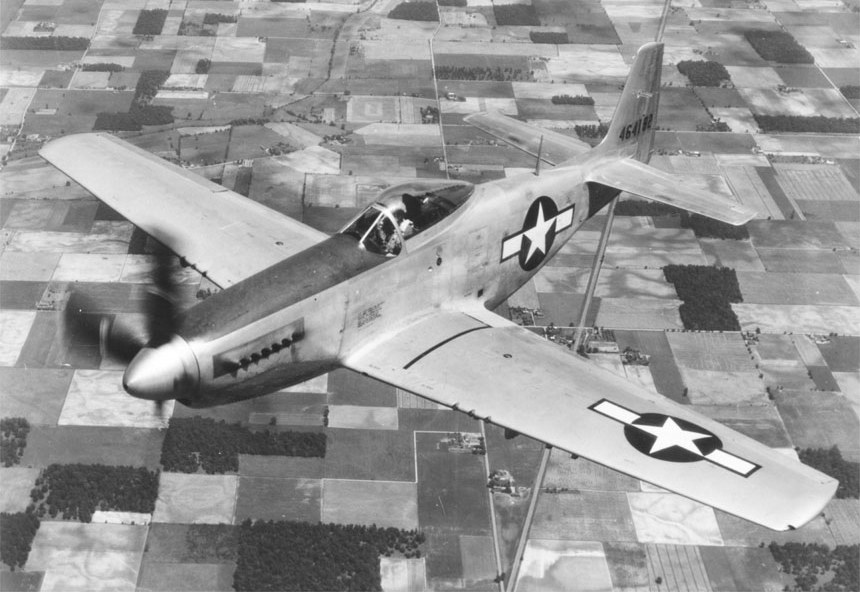
P-51H

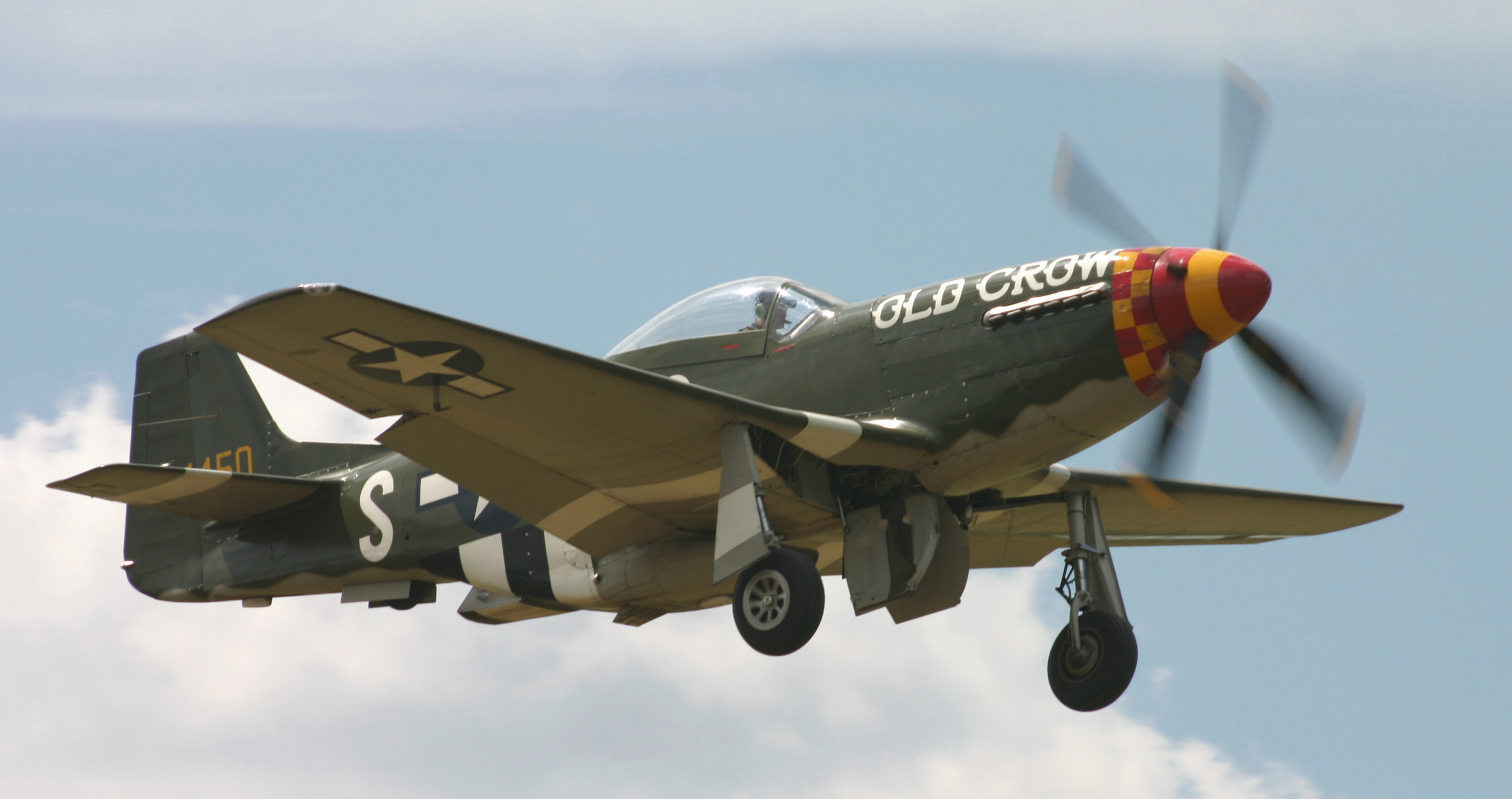
P-51D-25NA „Old Crow” na pokazach w Góraszce

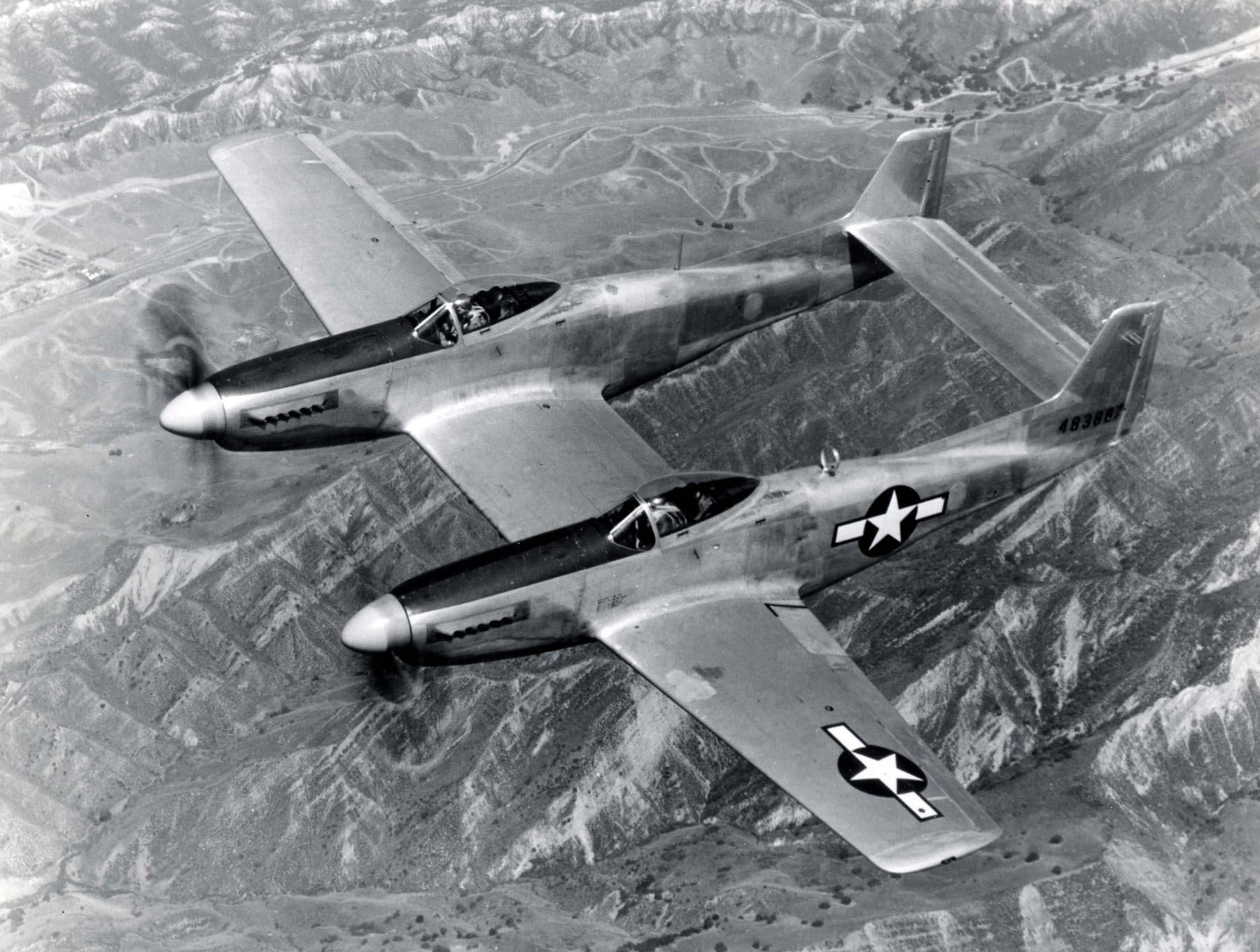
XP-82 Twin Mustang (prototyp)

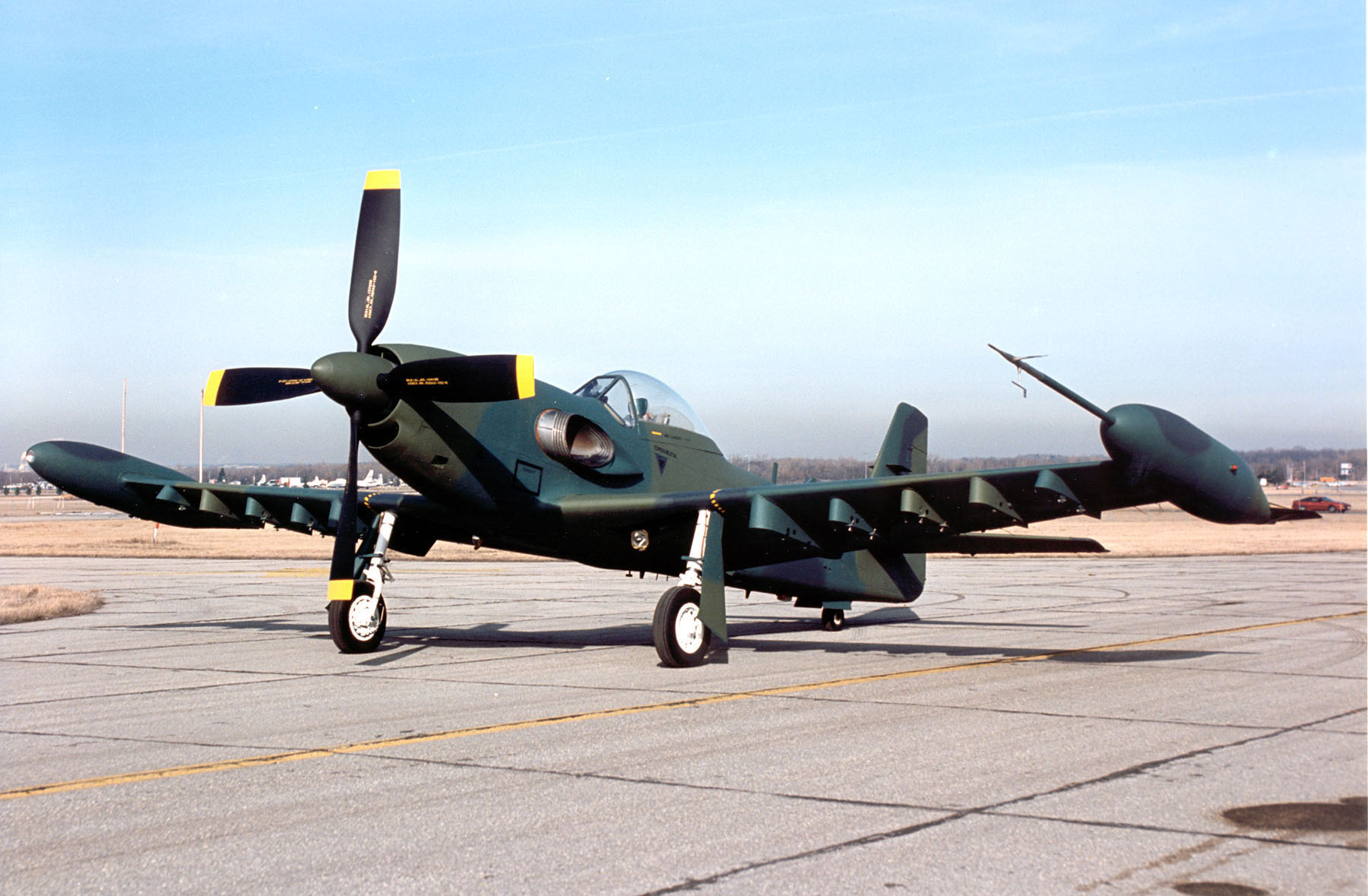
Piper PA-48 Enforcer

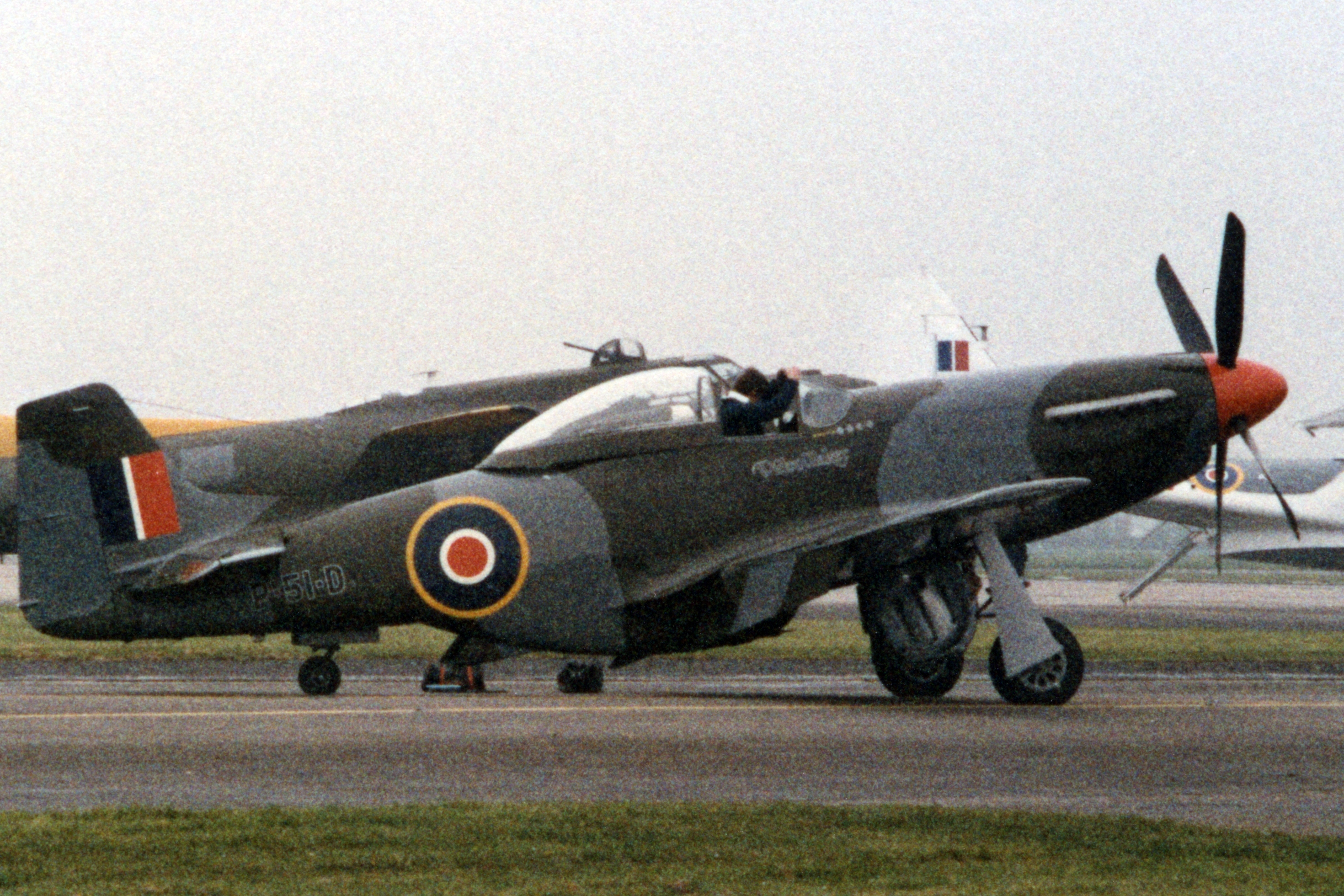
P-51D w barwach RAF-u

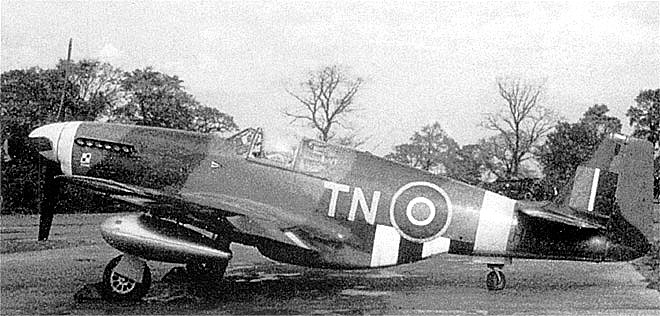
Osobisty Mustang Mk. III mjra Tadeusza Nowierskiego, dowódcy 2 Polskiego Skrzydła Myśliwskiego

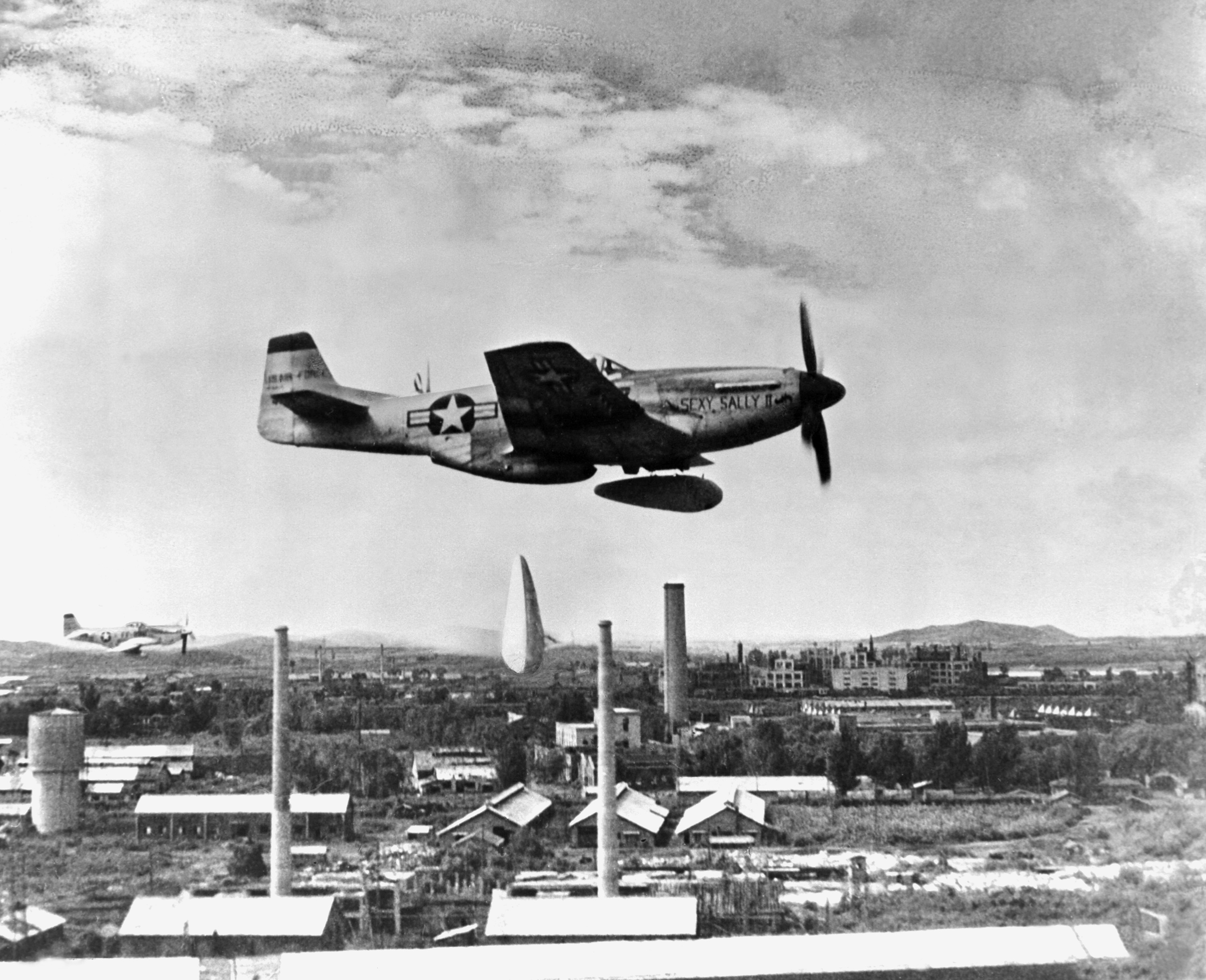
RF-51D w barwach ANG podczas misji nad Koreą Północną

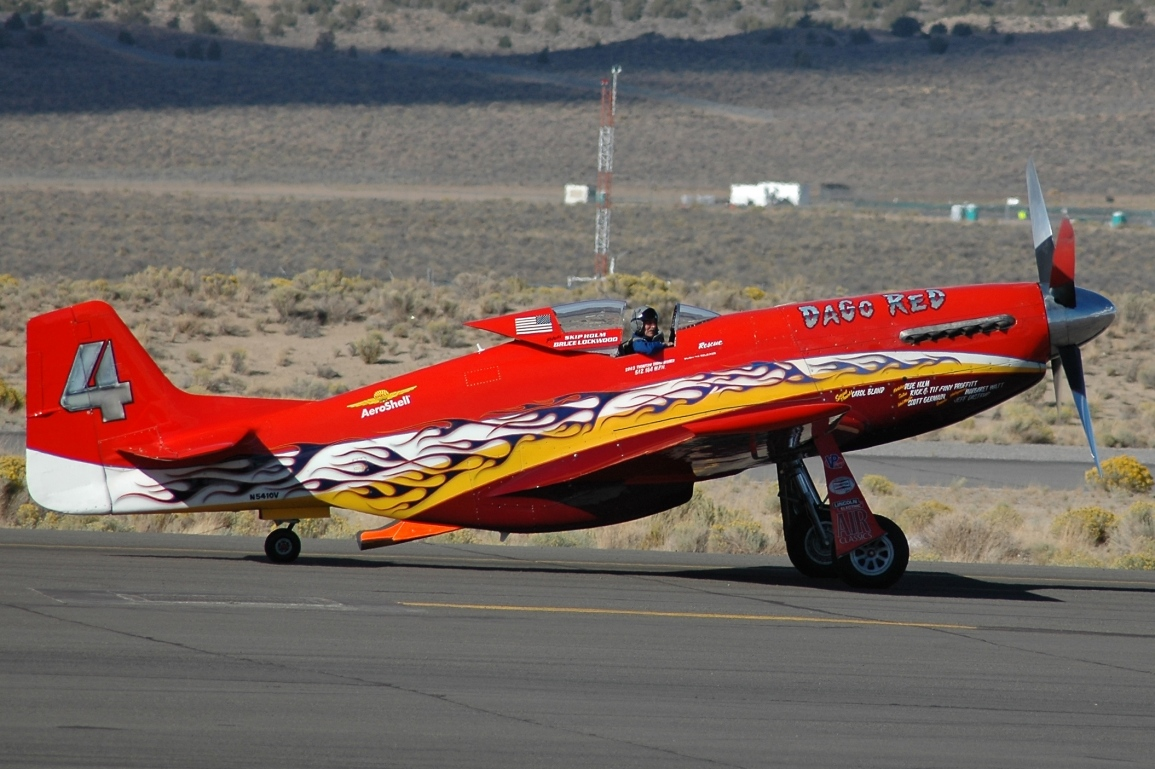
Znajdujący się w prywatnych rękach, zmodyfikowany P-51D dostosowany do wyścigów

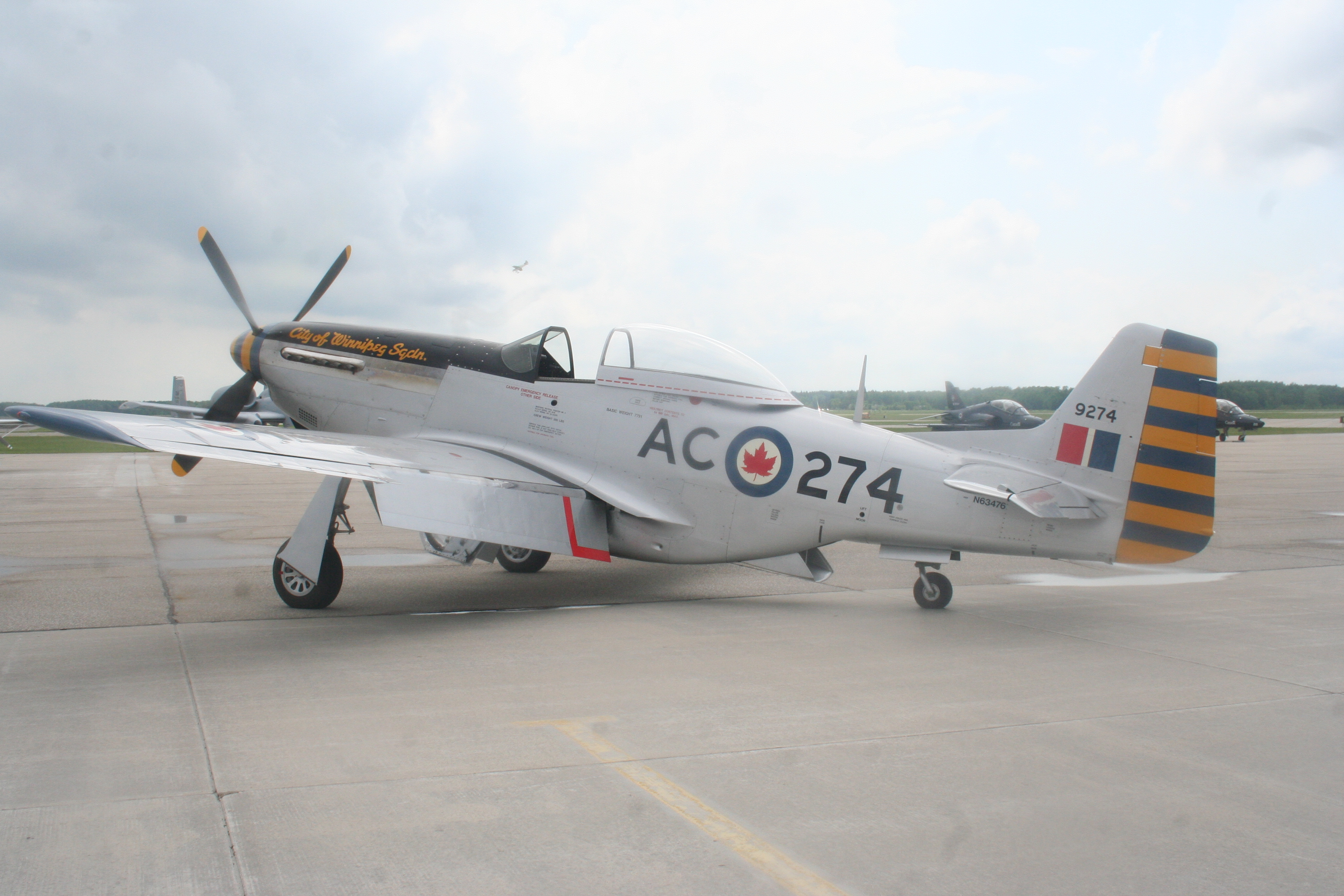
P-51D-20NA z 402. Rezerwowego Dywizjonu RCAF (przezbrojony na mustangi po drugiej wojnie światowej)

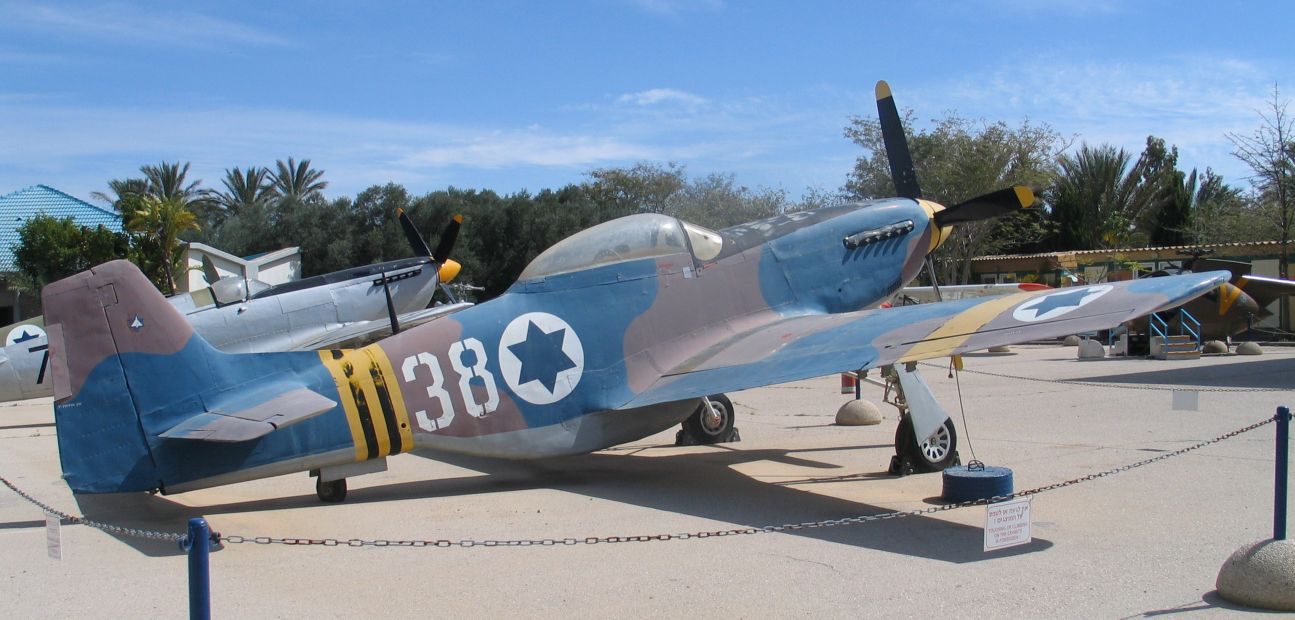
P-51 w malowaniu lotnictwa izraelskiego

Zaprojektowany na zamówienie brytyjskiego lotnictwa wojskowego Royal Air Force (RAF), stał się jednym z najlepszych myśliwców swojego czasu. Przed wybuchem wojny zakłady NAA w Inglewood produkowały na zamówienie Brytyjczyków i Francuzów samoloty szkoleniowe NA-16 Harvard. Ta współpraca sprawiła, że pod koniec 1939 roku RAF zasugerował produkcję w zakładach NAA na licencji Curtissa części myśliwców P-40 Tomahawk zamówionych przez Wielką Brytanię pod oznaczeniem Hawk 81. W krótkim czasie zarząd NAA doszedł do wniosku, że używając tego samego silnika Allison V-1710-F3R można wyprodukować znacznie lepszą maszynę. Propozycja ta została przedstawiona Brytyjczykom w styczniu 1940 roku. Pomysł został zaakceptowany i po przedstawieniu ogólnego planu podpisano 23 maja 1940 umowę na produkcję prototypu NA-73X. Prototyp oblatano 26 października 1940. Po kilku zmianach, w tym przebudowie wlotu chłodnicy i dalszych trzech lotach prototyp, wskutek błędu pilota, musiał awaryjnie lądować, co spowodowało wyłączenie go na pewien okres z dalszych prac. Jednak dotychczasowe wyniki wystarczyły, aby RAF złożył zamówienie na 320 egzemplarzy NA-73, które otrzymały brytyjskie oznaczenie Mustang Mk. I. Zamówienie miało zostać zrealizowane do 30 września 1941.
Aby rozpocząć produkcję, NAA musiało uzyskać zgodę US Army na rozbudowę zakładów. Uzyskano ją z prośbą o udostępnienie dwóch NA-73 do testów dla lotnictwa amerykańskiego (USAAF). Lotnictwo amerykańskie otrzymało czwarty i piąty egzemplarz serii produkcyjnej. Otrzymane maszyny przemianowano na XP-51.

## Wersje Mustanga

### NA-73 Mustang Mk. I
W odróżnieniu od prototypu, NA-73 serii produkcyjnej miały przeprojektowane wloty powietrza do chłodnicy (opuszczono je).
Z wyprodukowanych 321 maszyn 289 trafiło do Wielkiej Brytanii, dziesięć do ZSRR, dwa do USAAF-u, a dwadzieścia zatonęło w ładowniach statków na Atlantyku.
Oznaczenie NA-73 nosił również eksperymentalny samolot US Navy (ozn. NAVY 57987) o uzbrojeniu zredukowanym do czterech karabinów MG-53 umieszczonych w skrzydłach; zamykany wlot chłodnicy pochodził z wersji P-51, zaś silnik Allison V-1710-81 zapożyczono z wersji P-51A. Maszyna miała też silniejszą radiostację.
Samolot dostosowany był do startów z lotniskowca – miał punkty katapultowe wykorzystywane przy starcie i hak do lądowania.
W Wielkiej Brytanii na samolocie AG 367 testowano natomiast szynowe wyrzutnie pocisków rakietowych, jednak ani maszyna US Navy, ani przerobiony AG 367 nie zostały użyte w działaniach bojowych.

### NA-83 Mustang Mk. I
Druga seria zamówiona przez Brytyjczyków liczyła 300 sztuk i otrzymała oznaczenie fabryczne NA-83. Wymieniono w nich silnik V-1710-F3R na nieco mocniejszy V-1710-39. Zrezygnowano również z karabinów MG-52 w skrzydłach, ponieważ przy wykonywaniu gwałtownych zwrotów ich taśma amunicyjna miała tendencję do zrywania się, a łuski do zakleszczania się przy wyrzutniku, co powodowało zacinanie się tego karabinu. Przyczyna leżała w ostrym zakrzywieniu taśmy nabojowej przy karabinie. W części maszyn znajdujące się w skrzydle karabiny MG-40 zastąpiono brytyjskimi kal. 7,7 mm.
Po przeanalizowaniu danych NA-83 pilot-oblatywacz Ronald Harker zasugerował kierownictwu ośrodka badawczo-rozwojowego RAF-u w Duxford zainstalowanie w tej maszynie silników Rolls-Royce Merlin. Prace nad możliwą wymianą silnika zlecono zakładom w Hucknall. Po wyliczeniach ustalono, że zastosowanie silnika Merlin Mk. XX stosowanego w samolocie Hawker Hurricane IIC zwiększy prędkość o 20 km/h i pułap o ok. 1500 m, silnik Merlin 61 ze Spitfire’a Mk. IX poprawi prędkość o dalsze 50 km/h i pułap o 1000 m. Cztery wycofane ze służby NA-83 poddano próbom z silnikami Merlin 61, Merlin 65, Merlin 66, Merlin 70 i Merlin 71 o mocach od 1120 kW (1520 KM) do 1265 kW (1720 KM) uzyskano na nich prędkość ok. 700 km/h i pułap do 9000 m. Maszyny te otrzymały oznaczenie Mustang Mk. X.
Maszyny AM 106 użyto do prób z zamkami podskrzydłowymi, na których montowano dwa dodatkowe zbiorniki paliwa po 415 l lub działka S type kal. 40 mm. Testowano na nim również podskrzydłowe wyrzutnie bezszynowe ośmiu pocisków rakietowych. Żadna z tych modyfikacji nie została jednak wprowadzona w maszynach pierwszoliniowych. Natomiast stosunkowo słabe osiągi Mustangów Mk. I (zarówno NA-73, jak i NA-83) na wysokim pułapie sprawiły, że w kabinach wszystkich maszyn zamontowano skierowane skośnie w dół, lewo i ku tyłowi kamery K 24, czyniąc z nich doskonałe maszyny rozpoznawcze.

### P-51 Mustang Mk. IA
Była to seria 150 maszyn, które w ramach umowy Lend-Lease zamówiło USAAF dla RAF-u. Jako samoloty myśliwsko-rozpoznawcze wyposażono je seryjnie w kamerę K 24, montowaną jak w przerabianych przez Brytyjczyków Mustangach Mk. I, zmieniono w nich uzbrojenie w skrzydłach na dwie pary działek kalibru 20 mm, rezygnując jednocześnie z karabinów w kadłubie. Zmieniono również wlot tunelu do chłodnic, przedłużając zamykające je klapy, i przesunięto znajdujące się na skrzydłach reflektory, które były używane do nocnych lądowań, ku środkowi maszyny. Z zamówionych maszyn RAF otrzymał jednak jedynie 93 samoloty Mustang Mk. IA.
Próby przeprowadzone poprzednio na dwóch XP-51 sprawiły, że USAAF przejęło 53 maszyny, które po zamontowaniu w nich drugiej, skierowanej w dół kamery K 24, umiejscowionej w tyle kadłuba, skierowano do służby jako F-6A Apache. Kolejne dwa samoloty zatrzymano w Inglewood w celu badania możliwości rozwoju konstrukcji. Za namową attaché wojskowego ambasady USA w Londynie mjr Thomasa Hitchcocka NAA przeznaczyło je do prób z produkowanymi w Kanadzie w zakładach Packarda na licencji Rolls-Royce’a silnikami Merlin. W obu maszynach zamontowano silniki Merlin 68 o mocy 955 kW (1300 KM) na pierwszym stopniu sprężarki, na drugim osiągał moc 1065 kW (1450 KM), a przez krótki moment (około 5 minut) można było zwiększyć ciśnienie sprężania, co wywoływało skok mocy do 1190 kW (1620 KM). Po przeróbkach przesunięto pod śmigło wlot powietrza do gaźnika. Te dwie maszyny otrzymały oznaczenie XP-78. Osiągały one prędkość 730 km/h, co sprawiło, że przeznaczono je do dalszych prac rozwojowych. Po dalszych przeróbkach ich oznaczenie fabryczne zmieniona na NA-101, a wojskowe na XP-51B. Zmieniono w nich uzbrojenie na skrzydle i podwozie na pochodzące z P-51A, czyli działka zastąpiły 4 km-y MG-53, w kadłubie przywrócono 2 karabiny (również MG-53), a pod skrzydłem zamontowano zamki na dodatkowe zbiorniki paliwa lub bomby.

### A-36 Apache
Był to pierwszy wariant zamówiony przez USAAF jako samolot szturmowo-bombowy.
NA-97 A-36 Apache miały niezmienioną konfigurację wlotów chłodnic z wersji F-6A, a w kadłubie zamontowano dwa karabiny MG-53 kal 12,7 mm, w skrzydle dwie pary identycznych karabinów i dwa zamki na bomby po 227 kg każda. Na górnej i dolnej powierzchni skrzydła dodano charakterystyczne hamulce aerodynamiczne. Powiększono również nieco koła podwozia głównego, a rurka Pitota została przeniesiona na krawędź natarcia lewego skrzydła. Oba reflektory natomiast znalazły się na lewym skrzydle. Zastosowano również nowy silnik Allison V-1710-87 o mocy 975 kW (1325 KM) i wzmocniono opancerzenie.
Maszyny weszły do służby jako A-36 Apache (niekiedy również A-36 Invader).
Wyprodukowano 500 sztuk, z czego jedną otrzymał RAF pod oznaczeniem Mustang Mk. IDB.

### P-51A Mustang Mk. II
Po interwencji gen. H. H. Arnolda USAAF złożyło zamówienie na nową wersję myśliwską. Powstała ona przez połączenie rozwiązań znanych z poprzednich wersji. Skrzydła rozwiązane podobnie jak w A-36 Apache, lecz pozbawione hamulców aerodynamicznych i z ułożeniem rurki Pitota i reflektorów jak w Mustangu Mk. I (tj. 4 km-y MG-53 i dwa zamki na 227 kg lub zbiorniki paliwa). Wlot powietrza do chłodnicy pochodził z Mustanga Mk. I. Wyprodukowano 65 takich maszyn z silnikiem Allison V-1710-F20R o mocy 830 kW (1125 KM), weszły one do służby pod oznaczeniem P-51A-1NA. W dalszych 35 zamontowano dodatkowo kamery K-24, umożliwiające robienie zdjęć pionowo i ukośnie. Otrzymały one oznaczenie F-6B. Kolejna seria, licząca 55 maszyn, z nieznacznymi tylko zmianami w wyposażeniu, lecz identycznym silniku i uzbrojeniu otrzymała oznaczenie P-51A-5NA. Trzecia seria miała silniki Allison V-1710-81 o mocy 885 kW (1200 KM).
Część samolotów stacjonujących w Wielkiej Brytanii otrzymała zamiast owiewki otwieranej na boki (podobnej do owiewki Messerschmitta Bf-109) wypukłą owiewkę odsuwaną w tył, konstrukcji inż. Malcolma (tzw. Malcolm Hood). Poprawiała ona widoczność pilota do tyłu i w dół. Nieliczne otrzymały przedłużoną płetwę grzbietową identyczną jak maszyny P-51D i P-51K. Maszyny operujące na Dalekim Wschodzie wyposażano w radiopółkompas, którego okrągła antena znajdowała się na grzbiecie. W zamian za przejęte Przez USAAF 55 maszyn NA-91 RAF otrzymał 50 sztuk P-51A, głównie w wersji P-51A-10NA. Otrzymały one oznaczenie Mustang Mk. II.

### P-51B Mustang Mk. III
Na podstawie prototypu XP-51B powstała różniąca się jedynie konstrukcją lotek seria P-51B-1NA licząca 400 maszyn. Seria P-51B-5NA liczyła 800 sztuk. Różniła się od poprzedniej dodatkowym zbiornikiem paliwa o pojemności 321 l umieszczonym za fotelem pilota; usunięto też reflektor z prawego skrzydła. Kolejna seria, P-51B-10NA, liczyła 400 sztuk. Zwiększono w niej udźwig bomb do 907 kg, a na końcu lewego skrzydła zainstalowano trzy lampy sygnalizacyjne. 71 maszyn tego typu przerobiono, dodając 2 kamery K 24 do wykonywania fotografii pionowo w dół i ukośnie z wysokości 3050 m lub jednej kamery K 17 lub K 22 do robienia zdjęć pionowych z wysokości 9140 m. Maszyny te oznaczono F-6C-10NA. Maszyny wszystkich wyżej wymienionych serii wyposażono w silnik Packard V-1650-3 (licencja silnika Merlin 68). Dwa P-51B-10NA pozostały w Inglewood w celu realizacji projektu NA-106. Samoloty z serii P-51B-15NA wyposażono w silniki Packard V-1650-7 (licencja silnika Merlin 69) o mocy na pierwszym stopniu sprężenia 1095 kW (1490 KM), na drugim 1215 kW (1650 KM) i skoku mocy do 1265 kW (1720 KM). Zmieniono również umieszczenie świateł pozycyjnych na końcówkach skrzydeł. W wielu samolotach P-51B stacjonujących w Wielkiej Brytanii zamontowano owiewki Malcolm Hood. Po drugiej wojnie światowej w niewielkiej liczbie maszyn P-51B różnych serii wymontowano zbiornik paliwa za kabiną, tworząc dwumiejscowe TP-51B służące treningowi. W ramach Lend-Lease Brytyjczycy otrzymali 25 sztuk serii B-1NA, jedną serii B-5NA, 250 sztuk B-10NA i 34 sztuki B-15NA. Wszystkie maszyny otrzymały oznaczenie Mustang Mk. III. USAF maszyny P-51B oznaczyła F-51B, F-6C oznaczono RF-51B a TP-51B przemianowano na TF-51B.

### P-51C Mustang Mk. III
Samoloty NA-103/107 były odpowiednikami samolotów NA-102/104 produkowanymi w zakładach NAA w Dallas. USAAF nadała im oznaczenie P-51C (ozn. USAF to F-51C). Samoloty P-51C-1NT (350 szt., z czego 275 dla RAF-u) odpowiadały serii P-51B-5NA, samoloty P-51C-5NT (450 szt., z czego 141 dla RAF-u) odpowiadały serii P-51B-10NA, a P-51C-10NT odpowiadały serii P-51B-15NA (950 szt., z czego 220 dla RAF-u). Podobnie jak w P-51B, również zmieniano owiewki na typ Malcolm Hood, dodawano płetwy przed statecznikiem pionowym, radiopółkompasy oraz dodatkowe reflektory wysuwające się z komory lewego podwozia głównego. 20 sztuk P-51C-10NT wyposażono w kamery identycznie jak F-6C-10NA, oznaczono je F-6C-10NT (ozn. USAF to RF-51C).

### P-51D Mustang Mk. IV
W dwóch uprzednio wspomnianych P-51B-10NA, zatrzymanych w Inglewood, przebudowano kadłub i zastosowano nową owiewkę w kształcie kropli. Oznaczone jako NA-106 (oznaczenie wojskowe XP-51D) stały się podstawą do stworzenia NA-109, oznaczonego przez wojsko jako P-51D. W NA-109 najbardziej rzucały się w oczy zmiany w kadłubie. Nieco go obniżono i dodano wspomnianą już nową owiewkę. W celu poprawy stateczności dodano również płetwę przed statecznikiem pionowym (fabrycznie montowana od P-51D-10NA, we wcześniejszych modelach zamontowano je w trakcie eksploatacji). Wzmocniono również podwozie i gruntownie przebudowano skrzydła (pogłębiono m.in. załamanie krawędzi natarcia w pobliżu kabiny). Wzmocniono także uzbrojenie, montując w skrzydłach 3 pary karabinów Browning M-2 kal. 12,7 mm. Pierwsza seria zbudowana w Inglewood miała jednak jeszcze owiewki pochodzące z P-51B. Te cztery samoloty oznaczono jako P-51D-1NA.
Następnie zbudowano 800 NA-109 P-51D-5NA w Inglewood oraz 200 NA-111 P-51D-5NT w Dallas. Serię NA-109 P-51D-10NA budowano jedynie w kalifornijskiej fabryce. Pierwsze serie wyposażono w silniki V-1650-3, jednak pozostałe, znacznie liczniejsze serie otrzymały nowe V-1650-7, co poprawiło ich osiągi. Następnie wyprodukowano 900 NA-111 P-51D-15NA w Kalifornii. Była to pierwsza seria przenosząca pociski rakietowe, która została wykorzystana w walce. 1600 sztuk NA-111 P-51D-20NA i 400 sztuk NA-111 P-51D-20NT. Dalej 1600 sztuk NA-122 P-51D-25NA i 800 sztuk NA-124 P-51D-25NT, w tym bloku po raz pierwszy zastosowano po dwa węzły podskrzydłowe, na których montowano zazwyczaj dwie bomby 1000 lb (razem 908 kg) i dwa odrzucane zbiorniki paliwa lub zamiast bomb 6 niekierowanych pocisków rakietowych kal. 127 mm HVAR. Gdy nie brano dodatkowego paliwa, można było zamontować 10 rakiet HVAR lub sześć rurowych wyrzutni przeciwpancernych Bazooka.
Ostatnią serią P-51D było 800 sztuk NA-122 P-51D-30NA i 200 sztuk NA-124 P-51D-30NT. Nowinką były również większe zbiorniki odrzucane o pojemności 340,6 l. Później 126 maszyn serii: D-20-NA, D-25NA i D-30NA przerobiono na maszyny rozpoznawcze, instalując dwie kamery: zazwyczaj K 17 i K-20 oraz radionamiernik D/F. Otrzymały one oznaczenie F-6D (później FP-51D i RF-51D). Trzy samoloty z serii D-25NT (oraz 7 P-51K-5NT) przerobiono, bez zmian zewnętrznych, na dwumiejscowe TP-51D mające podwójne przyrządy sterownicze i wymienioną radiostację. Jeden z TP-51D ze zredukowanym uzbrojeniem do czterech karabinów MG-53 był testowany przez US Navy jako potencjalny samolot pokładowy. Jednej z tych maszyn używał gen. Dwight Eisenhower podczas inspekcji postępów sprzymierzonych w Normandii w 1944, również dwa F-6D przerobiono podczas służby na dwumiejscowe TRF-51D. RAF otrzymał 280 maszyn, nadano im oznaczenie Mustang Mk. IV.

### P-51K Mustang Mk. IVA
W części maszyn produkowanych w Dallas w Teksasie zastosowano inne, lżejsze śmigło. Poza tym maszyny, które otrzymały oznaczenie P-51K, właściwie nie różniły się od P-51D. Wyprodukowano 200 sztuk NA-111 P-51K-1NT, 400 sztuk NA-111 P-51K-5NT, 600 sztuk NA-111 P-51K-10NT i 300 sztuk NA-111 P-51K-15NT. 163 samoloty z serii K-5NT, K-10NT i K-15NT wyposażono w dwie kamery, przystosowując je do zadań rozpoznawczych. Oznaczono je F-6K (przemianowane później na FP-51K i RF-51K). W fabryce siedem maszyn P-51K-1NT (wraz z przeróbkami podczas eksploatacji ponad 20 sztuk) przerobiono na dwuosobowe TP-51K. RAF używał 594 maszyn pod oznaczeniem Mustang Mk. IVA.

### Produkcja licencyjna w Australii
Starania rządu australijskiego o produkcję na licencji mustangów rozpoczęły się w grudniu 1942. Umowę sfinalizowano w listopadzie 1943, lecz pierwsza maszyna zeszła z linii produkcyjnej dopiero 29 kwietnia 1945. W pierwszej turze dostarczono 100 kompletów części odpowiadających P-51D-5NA i 80 silników Packard V-1650-3. Zmontowano z nich w zakładach Commonwealth Aircraft Corporation (CAC) 80 maszyn dla RAAF oznaczonych jako CA-17 Mustang Mk. XX (później oznaczone jako CA-17 Mustang Mk. 20). Kolejne maszyny wyposażono w silniki V-1650-7. Wyprodukowano jeszcze 146 sztuk CA-18 Mustang Mk. 21, 28 maszyn wyposażono w skośną kamerę F 24, nadając im oznaczenie CA-18 Mustang Mk. 22. Zbudowano również 66 CA-18 Mustang Mk. 23, w których montowano brytyjskie silniki Rolls-Royce Merlin 66 lub Merlin 70. Po wojnie CA-18 Mustang Mk. 21 przebudowano na CA-18 Mustang Mk. 22. Maszyny nie wzięły udziału w walce podczas drugiej wojny światowej, lecz użyto ich podczas wojny koreańskiej. W latach 50. około 15 maszyn RAAF zostało sprzedane właścicielom prywatnym.

### Lekkie prototypy NA-105
W lipcu 1943 złożono zamówienie na nową lekką wersję Mustanga, napędzaną silnikiem V-1650-3 oznaczoną NA-105 (później przemianowany przez USAAF na XP-51F). Następnie złożono zamówienie na cztery dalsze prototypy XP-51F, z których dwa miał otrzymać RAF. W trakcie prac powstała maszyna o zmienionym profilu skrzydła (poza tym powiększono kąt maksymalnego wychylenia lotek), zmniejszonych zbiornikach paliwa i zmienionym podwoziu. Przeprojektowano również kokpit i owiewkę (większą, lecz bardziej aerodynamiczną), zmieniono łoże silnika na lżejsze i prostsze, montując jednocześnie mocniejsze niż zakładano silniki V-1650-7. Przeprojektowano radykalnie system chłodzenia i hydrauliczny (na prostszy, lecz o wyższym ciśnieniu) oraz powiększono statecznik pionowy (jednocześnie redukując jego masę). Wszystkie te zmiany miały generalnie na celu zmniejszenie masy maszyny. Dwie ostatnie maszyny otrzymały ostatecznie sprowadzone z Wielkiej Brytanii silniki Rolls-Royce Merlin 145M i śmigło o pięciu łopatach (później ponownie zmienione na czterołopatowe) – ich oznaczenie zmieniono na XP-51G. Pierwszy NA-105 wzbił się w powietrze w lutym 1944. Do wielkiej Brytanii trafił jeden XP-51F i jeden XP-51G, obie maszyny otrzymały oznaczenie Mustang Mk. V. Projekt NA-105 nigdy nie wyszedł poza stadium prototypu, do produkcji trafiły wyposażone w nowy silnik Packarda P-51H. Później wyprodukowano jeszcze w ramach tego projektu dwie maszyny z silnikiem Allison V-1710-119 o mocy 1072 kW i 1265 kW (1500 KM – 1720 KM) oznaczone jako XP-51J, od poprzedników różniące się również wyglądem nosa (brak wlotów powietrza).
Pomimo dobrych osiągów prototypów XP-51F i XP-51G USAAF postanowiło złożyć zamówienie na nową wersję Mustanga, którą napędzałby silnik Packard V-1650-9. Nowa maszyna otrzymała fabryczne oznaczenie NA-126, a wojsko nazwało ją P-51H.

### P-51H
Nowe maszyny miały podwozie z tarczowymi hamulcami pochodzące z XP-51F; podobnie statecznik pionowy, łoże silnika czy kształt nosa. Profil skrzydła również bardziej przypominał XP-51F niż P-51D. Owiewka natomiast była całkiem nowa, choć wielkością zbliżona do tej z P-51D. Z tą wersją nowe maszyny miały również identyczne uzbrojenie (jedynie zmieniono sposób dostarczania amunicji do karabinów w skrzydłach). Pierwszy lot maszyny z serii P-51H-1NA miał miejsce 3 lutego 1944. W sumie powstało 20 takich maszyn. Następnie zbudowano 280 (z 555 zamówionych) P-51H-5NA, które wyposażono w wyższy statecznik, oraz 255 (z 1445 zamówionych), bardzo podobnych do poprzedniej serii P-51H-10NA.
Wszystkie te maszyny powstały w Inglewood. Fabryka w Dallas miała zbudować 1629 egzemplarzy P-51M różniących się jedynie silnikiem (miał to być Packard V-1650-9A o zmniejszonym chwilowym skoku mocy), jednak koniec wojny spowodował rezygnację z zamówień. Ukończono tylko jeden egzemplarz. Odwołano również zamówienie na 1700 samolotów NA-129 P-51L, który był bardzo podobny do P-51H, lecz miał potężniejszy silnik Packard V-1650-11 o chwilowym skoku mocy do 1693 kW (2270 KM). Żadnej z tych maszyn nie ukończono.

### P-82 Twin Mustang
W listopadzie 1943 NAA wystosowała do USAAF propozycję skonstruowania myśliwca dalekiego zasięgu będącego połączeniem dwóch mustangów. Propozycję przyjęto i 7 stycznia 1944 podpisano umowę na cztery prototypy. Dały one początek serii maszyn oznaczonych jako P-82 Twin Mustang, które w kilku wersjach służyły w USAAF, a następnie w USAF jako F-82 Twin Mustang aż do 1953.

### Cavalier Mustang i Piper Enforcer
W 1957 ostatni mustang został wycofany ze służby w Air National Guard (ANG) (Lotnictwo Gwardii Narodowej), jednak nie zakończyło to długoletniej kariery tej konstrukcji. Po zlikwidowaniu NAA prawa do F-51 przejęła firma Cavalier Aircraft Corporation. Wiele spośród wycofywanych maszyn pozbawiono uzbrojenia i sprzedano cywilnym użytkownikom (jako Cavalier 2000). W 1967 i 1972 USAF w ramach programu Military Assistance Program (MAP) zamówiło dla armii Ameryki Południowej i Azji 14 przerobionych F-51D, w których wymieniono silnik na Packard V-1650-7, zamontowano nową radiostację, wysoki statecznik pionowy z P-51H oraz wzmocnione skrzydła z instalacją przeciwoblodzeniową i zmienionym uzbrojeniem: 6 karabinów kal. 12,7 mm i uzbrojenie na 8 zamkach podskrzydłowych. Zazwyczaj podwieszano na nich dwie bomby 1000 funtowe i 6 rakiet. W kabinie znalazł się również dodatkowy fotel dla obserwatora, co nie spowodowało jednak wymiany oryginalnej owiewki z P-51D. Zbudowano również jeden TF-51D z podwójnym oprzyrządowaniem i powiększoną owiewką oraz zredukowaną do 4 liczbą karabinów w skrzydłach.
Cavalier Aircraft Corporation w latach 60. planowała dalszy rozwój konstrukcji, chcąc dostosować Mustanga do zadań typowo szturmowych. Aby zapewnić mu odpowiednie osiągi, planowano wyposażyć go w silnik turbośmigłowy zamiast stosowanych dotąd silników tłokowych, jednak trudności z uzyskaniem najlepiej nadającego się silnika Lycoming T55 sprawiły, że zbudowano najpierw dwa prototypy Cavalier Mustang I i Cavalier Mustang II wyposażone w tłokowy silnik Merlin 620. Następna maszyna otrzymała już silnik turbośmigłowy. Był to prototyp Cavalier Turbo Mustang III, będący właściwie P-51D wyposażonym w silnik Dart 510. Maszyna była testowana w locie. Pomimo udanych prób Cavalier sprzedał prawa do prototypu firmie Piper Aircraft Corporation, która 4 grudnia 1970 otrzymała prototyp Cavalier Turbo Mustang III. W tym czasie USAF na podstawie doświadczeń zdobytych podczas wojny wietnamskiej ogłosiła w ramach programu MAP konkurs na tani, łatwy w obsłudze samolot bezpośredniego wsparcia. Projekt otrzymał kryptonim „Pave Coin”. Firma przebudował jeden jednomiejscowy P-51D i dwa dwumiejscowe TF-51D wyposażając je w turbośmigłowe silniki Lycoming T55-L-9. Prototypy otrzymały fabryczną nazwę Enforcer. Pierwszy prototyp oblatano 14 kwietnia 1971, pod koniec tego samego roku USAF uznało, że maszyny spełniają założenia programu, lecz projekt „Pave Coin” został odłożony na półkę. Pod naciskiem Kongresu wrócono do niego w 1981, gdy zamówiono dwa kolejne prototypy. Nowe maszyny oznaczono jako PA-48 Enforcer. W porównaniu z wyjściowym P-51D dokonano w nich tak licznych zmian, że jedynie 10% części pochodziło z oryginalnej konstrukcji. Zastosowano w nich silnik Lycoming T55-L-9, którego masywna rura wydechowa uchodziła po lewej stronie kadłuba, tuż przed owiewką. Powiększono skrzydła i statecznik pionowy, dodano rakietowy fotel katapultowy Yankee, zrezygnowano również ze stałych karabinów w skrzydłach przenosząc całe uzbrojenie na 10 zamków podskrzydłowych. Pierwsza maszyna wzniosła się w powietrze 9 kwietnia a druga 8 lipca 1983. USAF prowadziła na nich próby w latach 1983/84. Ostatecznie z projektu zrezygnowano, umieszczając oba prototypy w 1986 w magazynie, skąd jeden z nich trafił do muzeum w Dayton.

## Przebieg służby

### RAF
Pierwszym odbiorcą P-51 był RAF. Maszyna o numerze AG345 w brytyjskim malowaniu odbyła dziewiczy lot 23 kwietnia 1941 (pozostała ona jednak w USA w celu przeprowadzenia dalszych prób). Pierwszymi jednostkami bojowymi przezbrojonymi w Mustangi Mk. I były podporządkowane Army Co-Operation Command dywizjony: 26. z Gatwick i 2. z Sawbridgeworth. Otrzymały one samoloty NA-73 w okresie od lutego do kwietnia 1942, a pierwsze loty bojowe na nowych maszynach odbyły kolejno 5 maja i 27 czerwca. Do końca 1942 dywizjony: 4, 16, 63, 169, 238, 239, 241, 268, 309 (polski), 400 (kanadyjski), 414 (kanadyjski), 430 (kanadyjski) i 613 (Royal Auxiliary Air Force).
Pierwszy lot bojowy odbył pog. G. Dawson z 26. dywizjonu, który 10 maja 1942 dokonał nalotu na Berck, gdzie zbombardował hangary i ostrzelał pociąg. Pierwsze zwycięstwo mustang odniósł 19 sierpnia 1942 podczas rajdu na Dieppe. Wzięło w nim udział 39. Skrzydło AC-OC w którego skład wchodziły 26. i 238. dywizjony RAF oraz 400. i 414. RCAF. W czasie tej operacji ppor. Hollis Hills zestrzelił Focke-Wulf Fw 190A, zaś dwa miesiące później mustangi jako pierwsze alianckie myśliwskie pojawiły się na niebie III Rzeszy, atakując statki i śluzy na kanale Dortmund-Ems.
W latach 1942–1943 wprowadzono mustangi do służby rozpoznawczej. Wersję Mk. IA otrzymał Dywizjon 168, a Mk. II dywizjony 2. i 268. Natomiast stacjonujące w Afryce Północnej dywizjony 14. i 225. otrzymały wypożyczone z USAAF samoloty F-6A, zaś 1457. Eskadra Rozpoznania Strategicznego otrzymała 6 sztuk A-36-1NA. Maszyny te zmodyfikowano, usuwając karabiny z kadłuba, dodając w jego tyle po dwie kamery, zaś zamki pod skrzydłami przystosowano do przenoszenia 415-litrowych zbiorników paliwa.
Na przełomie 1943 i 1944 RAF otrzymał Mustangi Mk. III. Jako pierwsze przezbrojono w nie 19. i 65. Dywizjony. Następnie otrzymały je stacjonujące w Wielkiej Brytanii dywizjony: 26, 64, 66, 118, 122, 126, 129, 165, 234, 237 (rodezyjski), 268, 306 (polski), 309. (polski), 315. (polski), 316. (polski), 345. (francuski), 430. (kanadyjski), 441. (kanadyjski), 442. (kanadyjski), 615. (Royal Auxiliary Air Force) i 617. („Dambusters”) oraz stacjonujących we Włoszech dywizjonów: 93, 94, 112, 213, 241, 249, 250. i 260.
Brytyjskie mustangi brały wówczas udział w patrolowaniu Morza Północnego, eskortowały bombowce w nalotach na Niemcy, atakowały cele naziemne we Włoszech, a następnie także w Europie Zachodniej. Były to również podstawowe samoloty myśliwskie w systemie obrony „anti-diver” zwalczającym pociski V-1.
W 1945 RAF otrzymał kilkadziesiąt sztuk Mustangów MK. IV i Mk. IVA, które trafiły do kilku dywizjonów, w tym 19, 26, 64, 65, 93, 112,118, 122, 126, 126, 154, 165, 213, 234 i 611 oraz polski 303 i kanadyjskie 441 i 442, a także 5 (południowoafrykański) i 3 (australijski).
Ostatni lot bojowy brytyjskie mustangi wykonały 9 maja 1945 nad Austrią i Czechami. W okresie od sierpnia 1946 do stycznia 1947 RAF zwróciła Amerykanom większość maszyn otrzymanych w ramach Lend-Lease, pozostawiając jedynie kilkadziesiąt Mustangów Mk. IV i Mk. IVA, które pozostały w służbie do maja 1947.

### Polskie Siły Powietrzne
Pierwsze dwa Mustangi Mk. I trafiły do Eskadry B rozpoznawczego 309 Dywizjonu „Ziemi Czerwińskiej” 7 czerwca 1942. Gdy eskadra została w pełni przezbrojona, została skierowana na lotnisko Crail, skąd rozpoczęła loty bojowe polegające na prowadzeniu patroli rozpoznawczych nad Morzem Północnym, na wschód od Wielkiej Brytanii. Kpt. Janusz Lewkowicz, inżynier z wykształcenia, który do tej pory latał na przestarzałych maszynach Westland Lysander, chcąc udowodnić parametry nowego samolotu samowolnie przeleciał swoim Mustangiem nad Norwegię, gdzie ostrzelał z broni pokładowej niemieckie stanowisko w pobliżu Stavanger. Polak został ukarany naganą, co było najniższą karą za samowolkę. Ten wyczyn jednak sprawił, że polskiemu pilotowi zlecono przedstawienie zoptymalizowanej trasy nad Norwegię, która następnie została zatwierdzona przez dowódcę AC-CO jako podstawa do opracowania instrukcji dla pozostałych dywizjonów AC-OC. W ten sposób zapoczątkowano niemal codzienne misje mustangów nad okupowaną Norwegią. Dwa tygodnie po zdaniu raportu Mustangi RAF zapoczątkowały też dalekie rajdy nad rdzenne ziemie niemieckie, atakując żeglugę w kanale Dortmund-Ems.
W marcu 1943 Mustangi Mk. I otrzymała Eskadra A Dywizjonu 309. W związku z tym w maju 1943 cały dywizjon 309 przekwalifikowano z rozpoznawczego na myśliwsko-rozpoznawczy i podporządkowano go Fighter Command, które włączyło go do 12 Grupy Myśliwskiej. 309 Dywizjon latał na Mustangach Mk. I aż do listopada 1944 (poza okresem od lutego do września 1944, gdy dywizjon działał jako szturmowy na samolotach Hawker Hurricane Mk. IIC i Mk. IV.
Myśliwskie samoloty Mustang Mk. III jako pierwszy w Polskich Siłach Zbrojnych otrzymał 13 marca 1944 316 Dywizjon Myśliwski „Warszawski” wchodzący w skład 150 Skrzydła Myśliwskiego. Przezbrajanie trwało do połowy kwietnia, a pierwszy lot bojowy na nowych maszynach wykonano 29 kwietnia, był to lot patrolowy wzdłuż wschodniego wybrzeża Wielkiej Brytanii. Do 26 marca zakończono natomiast trwające zaledwie 12 dni przezbrajanie na Mustangi Mk. III 133 Skrzydła Myśliwskiego, które tworzyły dwa polskie Dywizjony Myśliwskie: 306 „Toruński” oraz 315 „Dębliński” oraz angielski 129. Pierwsze zestrzelenia na mustangach Polacy odnieśli podczas lądowania w Normandii, zaś w czasie od 7 do 30 czerwca 133 skrzydło dowodzone przez mjr. Stanisława Skalskiego ustanowiło rekord zestrzeleń – 38, z czego tylko jednego dokonał angielski dywizjon.
Od 1 lipca 1944 przyporządkowany do Air Defence of Great Britain Dywizjon 316 został włączony w system „anti-diver” mający na celu zwalczanie pocisków V-1. 10 lipca włączono w niego również 133 Skrzydło. Aby jak najlepiej wykonywać te zadania, z samolotów zdemontowano zbędne wyposażenie oraz wygładzono wszelkie nierówności blach poszycia. Dodatkowo stosowano wówczas 150-oktanowe paliwo, które co prawda skracało resurs silnika, ale pozwalało osiągnąć 750 km/h w locie poziomym.
Począwszy od sierpnia 1944 roku spadła intensywność ataków przy użyciu V-1, co sprawiło, że dywizjony zaczęły wracać do poprzednich działań. W tym czasie 133 Skrzydło eskortowało bombowce 8 i 9 Floty Powietrznej USAAF podczas ich ataków na Rzeszę i okupowana Europę, osłaniało również desant pod Arnhem w ramach operacji Market-Garden. Istniał również projekt, aby wykorzystać 133 Skrzydło do osłony powstania warszawskiego, jednak nieudostępnienie lotnisk przez ZSRR sprawiło, że nie wykonano ani jednego takiego lotu.
Począwszy od 20 października 1944 Mustangi Mk. III zaczęły zastępować Mustangi Mk. I w Dywizjonie 309. Sprawiło to, że 11 grudnia 1944 ponownie przekwalifikowano jednostkę, tym razem na czysto myśliwską i zastąpiono nią 129 Dywizjon, sprawiając, że 133 Skrzydło RAF składało się wyłącznie z polskich dywizjonów.
W marcu 1945 w związku z odpalaniem V-1 z Heinkli He 111 H-22 wszystkie cztery polskie dywizjony wyposażone w Mustangi Mk. III ponownie przesunięto do systemu „anti-diver”. Jednak pod koniec wojny po raz kolejny powróciły one do osłaniania wypraw bombowych. Podczas jednej z nich, 9 kwietnia 1945 roku 133 Skrzydło zestrzeliło cztery odrzutowe Messerschmitty Me 262 bez strat własnych. Do innych ważnych misji 133 Skrzydła należały: nalot na cumujące w Świnoujściu niemieckie okręty 14 kwietnia 1945 oraz na Berghof i Berchtesgaden 25 kwietnia 1945 roku.
W międzyczasie 20 samolotów Mustang w wersjach Mk. IV i Mk. IVA otrzymał 303 Dywizjon Myśliwski „Kościuszkowski”.
Po wojnie, w dniach od 6 grudnia 1946 do 6 stycznia 1947 rozwiązano wszystkie pięć polskich dywizjonów wyposażonych w mustangi. Ogółem 80 Maszyn Mk. III oraz 20 Mk. IV i Mk. IVA przejęły składnice RAF-u, skąd następnie trafiły do USA.

### RAAF
Jedyną jednostką RAAF walczącą podczas drugiej wojny światowej na mustangach w wersji Mk. IV/Mk. IVA był włączony w skład RAF 3 Dywizjon (otrzymał je w listopadzie 1944, stacjonował na froncie włoskim). W 1944 australijska firma Commonwealth Aircraft Corporation uzyskała licencje na produkcję P-51D. Powstało wówczas 80 sztuk CA-17 Mustang Mk. XX, a następnie 40 CA-18 Mustang Mk. 21 i 14 CA-18 Mustang Mk. 22 Poza tym RAAF otrzymał 214 sztuk P-51D i 84 P-51K. Jednak żadna z tych maszyn nie wzięła udziału w drugiej wojnie światowej, użyto ich jednak podczas wojny koreańskiej jako maszyny szturmowe.

### USAAF, USAF, ANG
Pierwsze mustangi w USAAF były maszynami przejętymi od RAF-u, większość z nich pozostała w USA, gdzie nadal nosiły brytyjskie oznaczenia. Samoloty P-51 i F-6A jako jedyne wśród amerykańskich dywizjonów używały dywizjony rozpoznania taktycznego: 111 i 145 stacjonujące w Afryce Północnej. Znacznie liczniej reprezentowany był A-36, który w listopadzie 1942 znalazł się na wyposażeniu 86. Grupy Myśliwsko-Bombowej, a następnie także 27 Grupy Myśliwsko-Bombowej działających w basenie Morza Śródziemnego. Maszyny tego typu dostarczono również do 311 Grupy Myśliwsko-Bombowej stacjonującej w Indiach oraz do 1 Air Commando Group stacjonującej w Birmie, przez krótki czas wyposażone w nie był też 111 Dywizjon Rozpoznania Taktycznego.
Wersja P-51A znajdowała się na wyposażeniu dywizjonów 311 Grupy Myśliwsko-Bombowej oraz 1 Air Commando Group oraz stacjonujące w Chinach 26 i 76 Dywizjon Myśliwski, natomiast rozpoznawcze F-6B trafiły do stacjonujących w Wielkiej Brytanii 107 i 111 Dywizjony Rozpoznania Taktycznego.
Pierwsze samoloty w wersji P-51B pojawiły się w Europie w listopadzie 1943. Z czasem P-51B i P-51C wprowadzono na wyposażenie grup myśliwskich: 4, 20, 78, 335, 339, 352, 354, 355, 361, 363, 479 oraz Grupy Rozpoznawcze: 10 i 69 stacjonujące w Wielkiej Brytanii, Grupy: 31, 52, 325, 322 oraz 154 Dywizjon stacjonujące we Włoszech oraz działające na Dalekim Wschodzie Grupy: 23, 51 i 311.
Po drugiej wojnie światowej wszystkie mustangi USAAF wróciły do USA, gdzie część zezłomowano, część przekazano ANG, gdzie stanowiły wyposażenie 22 spośród ogólnej liczby 27 skrzydeł myśliwskich, pozostałe zaś sprzedano innym państwom, a także użytkownikom prywatnym. W związku z tym, że ANG preferowała głównie wersję P-51B/C, eksportowano głównie późniejsze modele.
Podczas wojny koreańskiej dywizjony ANG używały mustangów oznaczanych wówczas jako RF-51, głównie jako maszyn szturmowych. Nowsze maszyny F-51H znajdujące się na wyposażeniu USAF nie wzięły udziału w walce.

### Chiny
Zimą 1943/44 lotnictwo chińskie otrzymało jako pierwsze poza RAF i USAAF samoloty P-51B/C/F-6C w liczbie około 100 sztuk. Wzięły one udział w walkach przeciw Japonii. Po drugiej wojnie światowej do Chin trafiły kolejne mustangi, głównie P-51D/K, które wykorzystywało zarówno lotnictwo Republiki Chińskiej, jak i Chińska Armia Ludowo-Wyzwoleńcza.

### Francja
Jesienią 1944 Group Reconneisance II/33 Savoie stacjonująca w Dijon otrzymała 13 samolotów F-6C, które wykorzystywano w celach rozpoznawczych.

### ZSRR
W ramach Lend-Lease ZSRR otrzymał co najmniej 10 Mustangów Mk. I, jednak nie wzięły one nigdy udziału w walce. Radzieccy piloci preferowali dostarczane w ramach tej umowy samoloty Bell P-39 Airacobra.

### Inne kraje
Po drugiej wojnie światowej nadwyżki zdemobilizowanych Mustangów, głównie w wersji P-51D/K, trafiły do takich krajów jak: RPA (95 sztuk P-51D), Boliwia (9 Mustangów Cavalier F-51D i TF-51D), Dominikana (44 maszyny używane w latach 1948-1984), Filipiny, Gwatemala (30 mustangów pozostających w służbie do lat 70.), Haiti (dwa mustangi w latach 1950-1956), Holandia (w tym także do jednostek stacjonujących w Holenderskich Indiach Wschodnich, które przejęły po odzyskaniu niepodległości, mustangi tam stacjonujące jako Indonezja. Indonezja zakupiła również 6 Mustangów Cavalier II, które pozostały w służbie do 1976). Izrael, w którym zamierzone przezbrojenie jednostek myśliwskich na samoloty odrzutowe napotkało na trudności finansowania i zaopatrzenia. Zdecydowano się na wzmocnienie jednostek eksploatujących Spitfire'y 25 egzemplarzami P-51 D Mustang. Sprowadzone ze Szwecji mustangi były w tym czasie głównym samolotem w Izraelskich Siłach Powietrznych. Mustang i de Havilland Mosquito miały duży wpływ na rozwój izraelskiej koncepcji działania myśliwców, według której myśliwcom powierzono dwa zadania: przechwytywanie wrogich samolotów i zwalczanie celów naziemnych. Samoloty te użytkowały także Kanada (jednostki RCAF podporządkowane RAF były wyposażone w mustangi już podczas drugiej wojny światowej), Korea Południowa (P-51D użyte podczas wojny koreańskiej jako samoloty szturmowe), Kostaryka (cztery maszyny używane w latach 1955-1964), Kuba, Nikaragua, Nowa Zelandia, Somalia, Szwajcaria (130 zakupionych P-51D i kilka maszyn internowanych podczas drugiej wojny światowej pozostawało w służbie do 1958), Szwecja (50 maszyn zakupionych z nadwyżek USAAF i 4 internowane podczas drugiej wojny światowej), Urugwaj (25 maszyn F-51D w służbie pomiędzy 1950 a 1960), Wenezuela (pojedynczy egzemplarz odkupiony z drugiej ręki) i Włochy. 3 sztuki F-51K i 7 sztuk F-51D, posiadało również lotnictwo Salwadoru. Maszyny te były prawdopodobnie ostatnimi Mustangami, które wzięły udział w działaniach bojowych. W lipcu 1969, Salwador toczył wojnę z Hondurasem. Była to tzw. wojna futbolowa. 17 lipca 1969 jeden z Mustangów został zestrzelony przez honduraskiego Corsaira. Była to najprawdopodobniej również ostatnia w historii walka powietrzna, stoczona przez samoloty napędzane silnikami tłokowymi.
Jeden zdobyczny egzemplarz znalazł się także w rękach Japonii (P-51D).

## Dane taktyczno-techniczne
| Wersja                                                           | Moc silnika             | Masa: własna startowa | Prędkość maksymalna       | Pułap    | Zasięg  | Uzbrojenie                   | Liczba |
| ---------------------------------------------------------------- | ----------------------- | --------------------- | ------------------------- | -------- | ------- | ---------------------------- | ------ |
| NA-73                                                            | 845 kW                  | 2860 kg 3900 kg       | 630 km/h na wys. 2440 m   | 9760 m   | 1690 km | 4 × 12,5 mm 2 × 7,62 mm      | 321    |
| NA-83                                                            | 845 kW                  | 2855 kg 3905 kg       | 630 km/h na wys. 2440 m   | 9760 m   | 1690 km | 2 × 12,5 mm 2 × 7,62 mm      | 300    |
| NA-91 P-51 NA-91 F-6A                                            | 845 kW                  | 2975 kg 3995 kg       | 600 km/h na wys. 4570 m   | 9560 m   | 1100 km | 2x2 × 20 mm                  | 150    |
| NA-97 A-36                                                       | 975 kW                  | 2975 kg 3995 kg       | 570 km/h na wys. 6100 m   | 8220 m   | 3670 km | 4 × 12,7 mm 2 zamki x 227 kg | 500    |
| NA-99 P-51A-1NA NA-99 P-51-5NA NA-99 F-6B                        | 830 kW                  | 2929 kg 4810 kg       | 605 km/h na wys. 6100 m   | 9480 m   | 3670 km | 4 × 12,7 mm 2 zamki x 227 kg | 155    |
| NA-99 P-51A-10NA                                                 | 885 kW                  | 2929 kg 4810 kg       | 605 km/h na wys. 6100 m   | 9480 m   | 3670 km | 4 × 12,7 mm 2 zamki x 227 kg | 155    |
| NA-102/104 P-51B-1NA                                             | 955 kW 1065 kW 1190 kW  | 3150 kg 5085 kg       | 700 km/h na wys. 7470 m   | 12 740 m | 3130 km | 4 × 12,7 mm 2 zamki x 227 kg | 400    |
| NA-102/104 P-51B-5NA NA-103/107 P-51C-1NT                        | 955 kW 1065 kW 1190 kW  | 3150 kg 5085 kg       | 700 km/h na wys. 7470 m   | 12 740 m | 3220 km | 4 × 12,7 mm 2 zamki x 227 kg | 1150   |
| NA-103/107 P-51B-10NA NA-103/107 P-51C-5NT NA-103/107 F-6C-10NA  | 955 kW 1065 kW 1190 kW  | 3150 kg 5085 kg       | 700 km/h na wys. 7470 m   | 12 740 m | 3220 km | 4 × 12,7 mm 2 zamki x 453 kg | 750    |
| NA-102/104 P-51B-15NA NA-103/107 P-51C-10NT NA-103/107 F-6C-10NT | 1095 kW 1215 kW 1265 kW | 3150 kg 5085 kg       | 715 km/h na wys. 9140 m   | 12 980 m | 2655 km | 4 × 12,7 mm 2 zamki x 453 kg | 1340   |
| NA-105 XP-51F                                                    | 1095 kW 1215 kW 1265 kW | 2558 kg 4113 kg       | 752 km/h na wys. 7626 m   | 12 910 m | 1046 km | 6 × 12,7 mm 4 zamki x 453 kg | 5      |
| NA-105 XP-51F                                                    | 1405 kW                 | 2599 kg 4016 kg       | 762 km/h w locie nurkowym | 13 885 m | 1160 km | 6 × 12,7 mm 4 zamki x 453 kg | 2      |
| NA-122 P-51D-25NA NA-124 P-51D-25NT                              | 1095 kW 1215 kW 1265 kW | 3466 kg 5493 kg       | 703 km/h na wys. 7626 m   | 12 780 m | 2655 km | 6 × 12,7 mm 4 zamki x 453 kg | 2200   |
| NA-126 P-51H-5NA                                                 | 1630 kW                 | 3196 kg 5221 kg       | 784 km/h                  | 12 640 m | 1866 km | 6 × 12,7 mm 4 zamki x 453 kg | 280    |
| PA-48                                                            | 1831 kW                 | 3027 kg 6328 kg       | 651 km/h na wys. 6380 m   | b.d.     | 1550 km | 10 zamków x 453 kg           | b.d.   |